# قاشقی
قاشقی، یا پپرومیا (نام علمی: Peperomia)، گیاهی علفی و همیشه سبز با رشد کند است. گیاه قاشقی برگ‌های قلبی شکل، گوشتی و اغلب رنگ‌های سفید، کرم و سبز دارد و چون محل زندگی و زادگاهش در جنگل‌های نسبتاً تاریک است، می‌تواند شرایط آپارتمان را به‌خوبی تحمل کند؛ البته در کاشت گروهی هم به‌عنوان یک گیاه مجزا کاربرد دارد. گونه‌های زیادی از این گیاه پرورش یافته‌است.

## راهنمای خرید
برای خرید یک گل قاشقی شاداب و باطراوت، ابتدا برگ های گیاه را بررسی کنید و از خرید گیاهی که برگ های زرد، لهیده، پژمرده و خشک شده دارد خودداری نمایید. در مرحله بعد برای پیشگیری از خرید گیاه بیمار، پشت برگ‌ها و محل اتصال برگ‌ها به ساقه را بررسی کنید تا از سلامت گیاه تان مطمئن شوید. در مرحله آخر بخش پایینی ساقه را لمس کنید، اگر پایین ساقه شل شده و حالت لهیدگی پیدا کرده، گیاه پوسیدگی ریشه دارد و به زودی از بین می‌رود. 

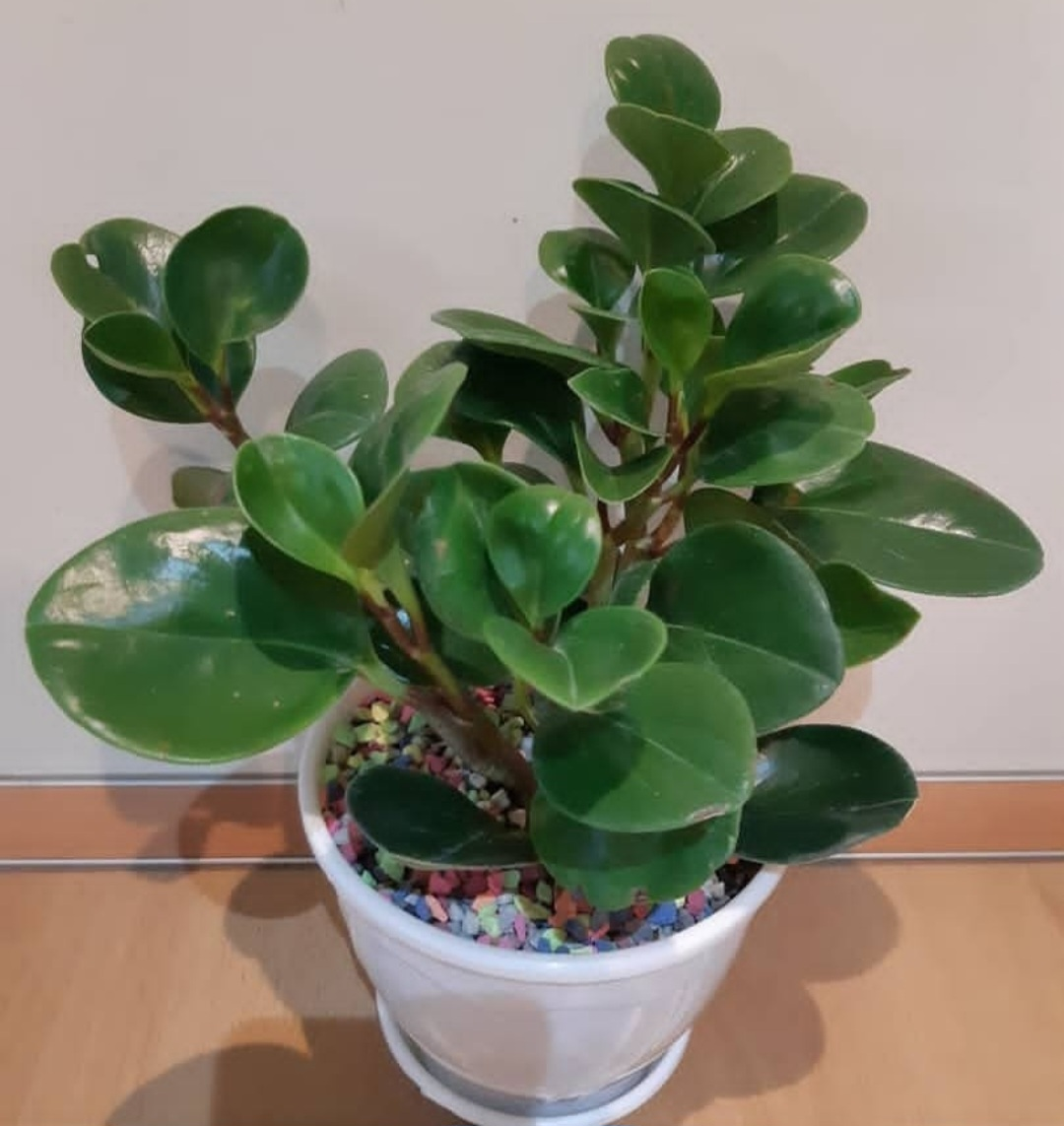
گیاه برگ قاشقی

## شرایط نگهداری گل قاشقی
1. مقدار نور مورد نیاز پپرومیا از ۳ تا ۴ هزار فوت کندل است. درصورتی که کنار پنجره اتاق قرار داشته باشد، نور مستقیم آفتاب باعث خرابی گیاه می‌شود.
2. از ۱۸ تا ۲۴ درجه سانتی‌گراد بهترین دما برای این گیاه زیباست اما دمای ۱۴ تا ۳۰ درجه سانتی‌گراد را هم به‌خوبی تحمل می‌کند.
3. این گیاه حدود ۳۰ درصد به رطوبت نیاز دارد، بنابراین بهتر است در هوای گرم و دمای بالا، روزانه و در هوای کمی سرد، هفته‌ای یک‌بار مه‌پاشی شود.
4. برای تأمین رطوبت لازم گل قاشقی غبار پاشی هفته ای دو بار در فصل تابستان و یک بار در فصل زمستان توصیه می‌شود.
5. نور: نیم‌سایه آفتاب و نور کنار پنجره احتیاجات نوری آن را تأمین می‌کند، احتیاج به مراقبت در برابر اشعه مستقیم افتاب به خصوص در ظهر دارد.
6. تغذیه: مواد غذایی و عناصر مورد نیاز گیاه را با افزایش کودهای مایع یا جامد محلول در آب‌های مخصوص گیاهان زینتی طبق دستور هر دو هفته یکبار تأمین کنید
7. تعویض گلدان: ریشه‌های این گیاه سطحی و ریز است. ترجیح می‌‌دهند در گلدان کوچک زندگی کنند. به هر صورت هر سال ریشه‌ها را بازدید کنید و در صورت لزوم آن را با یک اندازه بزرگ‌تر تعویض نمایید.
8. تکثیر: زمان مناسب برای گرفتن قلمه ساقه یا برگ در اواخر بهار یا تابستان و ریشه دار کردن آن‌ها در دمای ۱۸ تا ۲۴ درجه سانتی گراد می‌باشد . [۳]

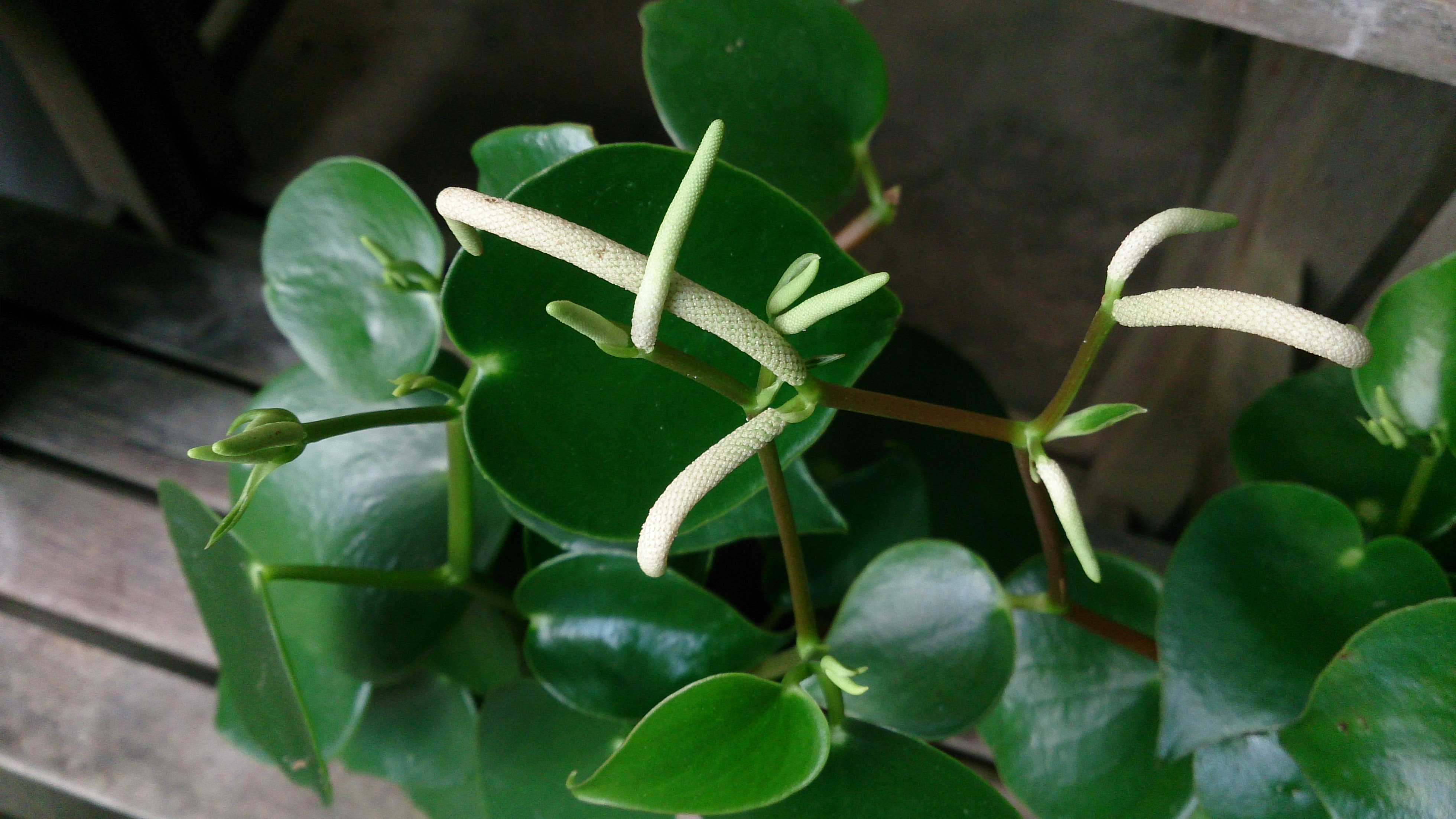
گل گیاه قاشقی (‍ پپرومیا)

## تنوع
با توجه به شکل ظاهری و نحوهٔ رشد، آن‌ها را به سه گروه تقسیم‌بندی می‌کنند:
1. گروه اول: بوته‌ای که دارای دمبرگ‌های قرمز هستند و بعضی نیز برگ‌های گوشتی و قلبی شکل دارند.
2. گروه دوم: دارای ساقه‌های بلند و قرمز رنگ هستند و بعضی ساقه‌های گوشتی و برگ‌های گوشتی دارند و لبهٔ برگ‌ها ارغوانی است و گاه سطح برگ با موهای بسیار ظریفی پوشیده شده‌است.
3. گروه سوم: گروه بالا رونده که به داربست یا قیم بسته می‌شوند و بالا می‌روند، یا این که از اطراف گلدان آویزان می‌شوند و دارای ساقه‌های قرمز و برگ‌های ظریف نقره‌ای و بعضی دارای برگ‌های سبز آبدار هستند و به خصوص برای گلدان‌های آویز بسیار مناسبند.

## گونه‌ها

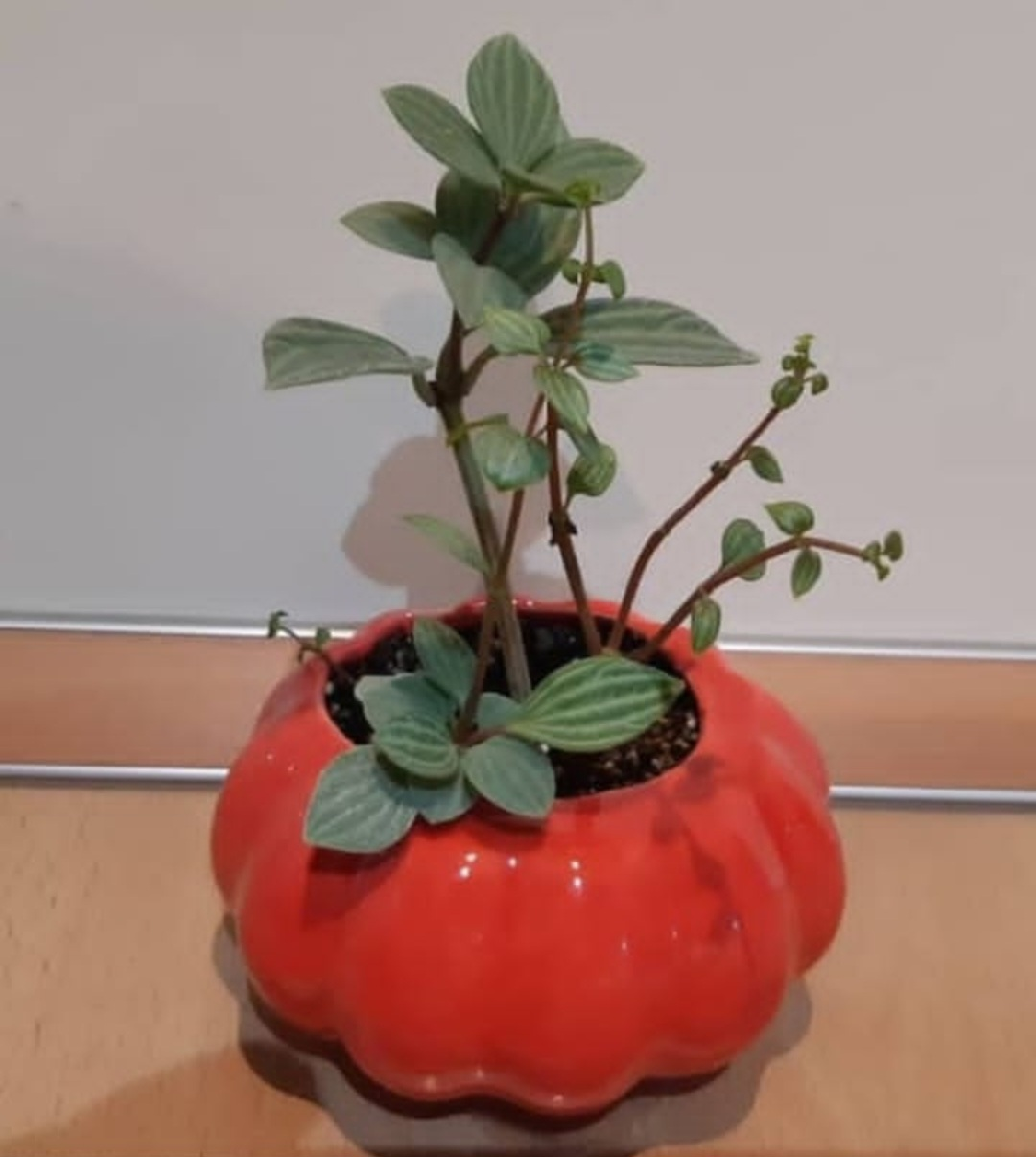
گلدان پپرومیا

- پپرمیا پلوسیدا Peperomia pellucida
- پپرومیا ابلق Peperomia obtusifolia
- پپرومیا برفی Peperomia nivalis
- پپرومیا کاپراتا Peperomia caperata

## مشکلات خاص

### ریزش ناگهانی برگ
دلیل این مشکل آبیاری دیر هنگام است. زمانی آبیاری کنید که کمپوست تقریبا خشک باشد اما برگ پژمرده نباشد.
اگر ریزش برگها در زمستان اتفاق بیوفتد، ممکن است به دلیل دمای بسیار پایین باشد. گیاه را در محلی قرار دهید که دما حداقل 10 درجه سانتی گراد باشد.

### قهوه ای شدن نوک و لبه ی برگها
دلیل این اتفاق کاهش ناگهانی دماست. همه ی برگهای آسیب دیده را باید چید.

### برگها پژمرده و بی رنگند، پوسیدگی ساقه یا برگ وجود دارد، پشت برگها چوب پنبه ای یا متورم است
دلیل این عارضه ها آبیاری بیش از حد، خصوصا در زمستان است.

## نگارخانه

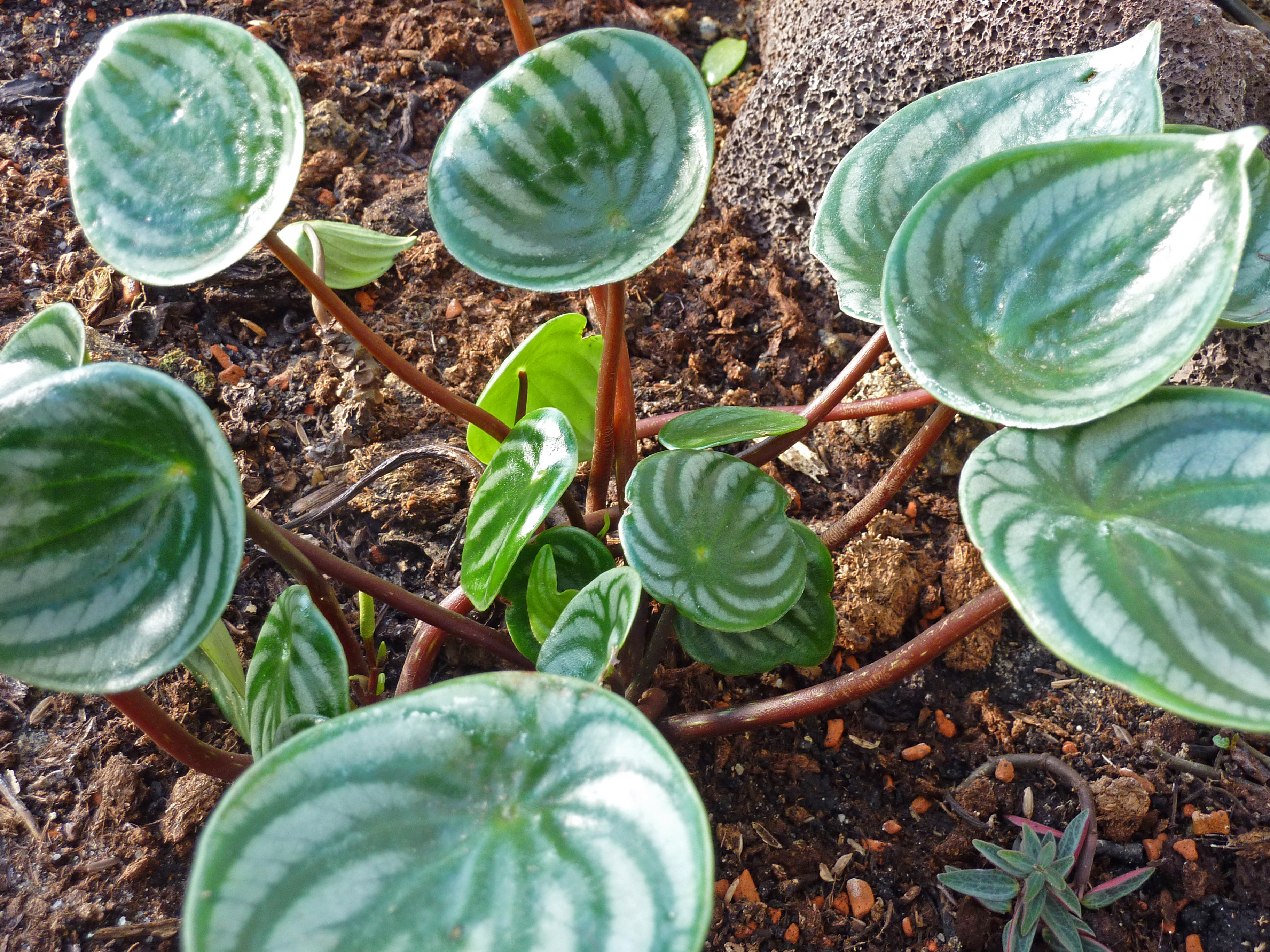
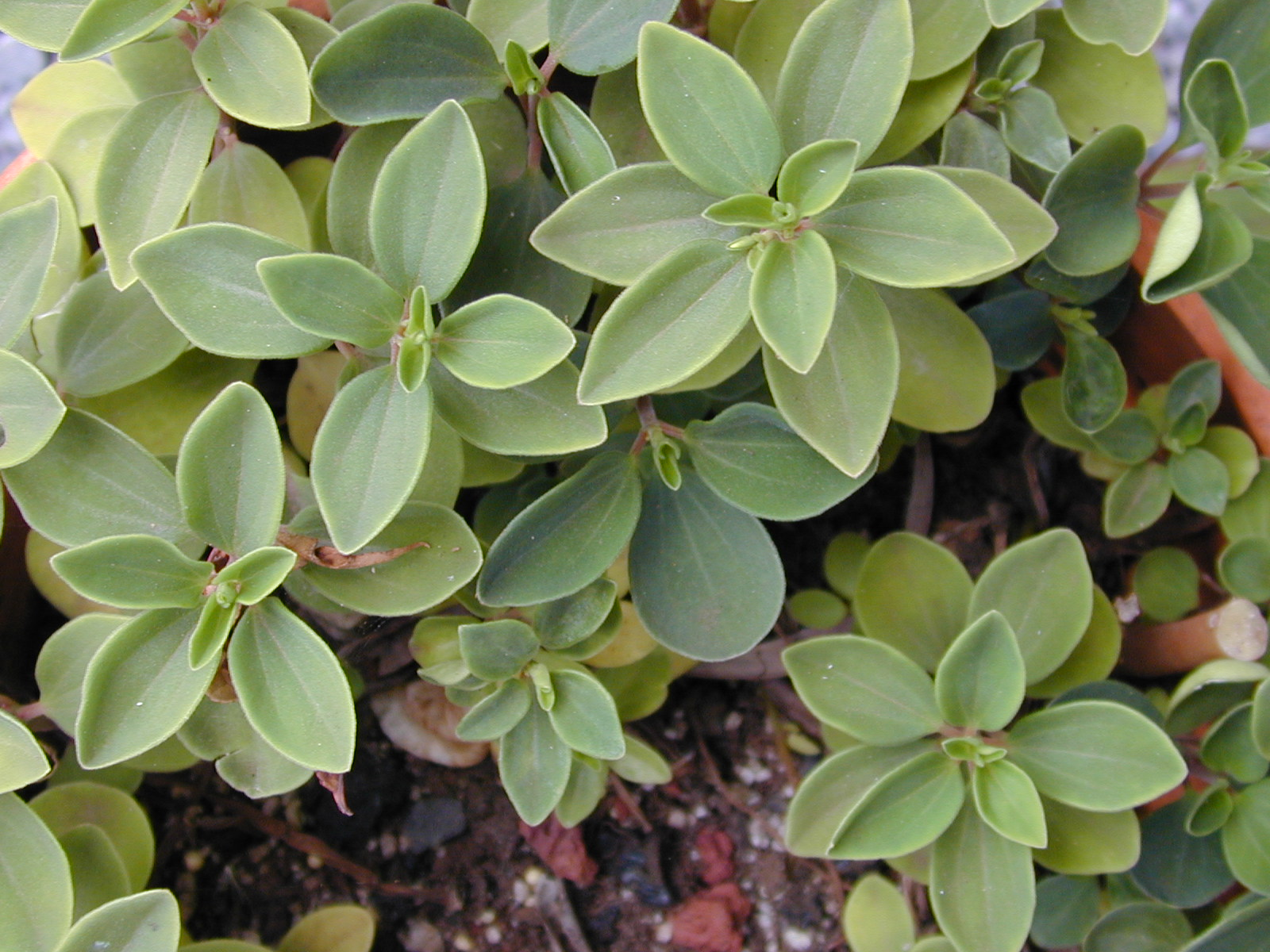
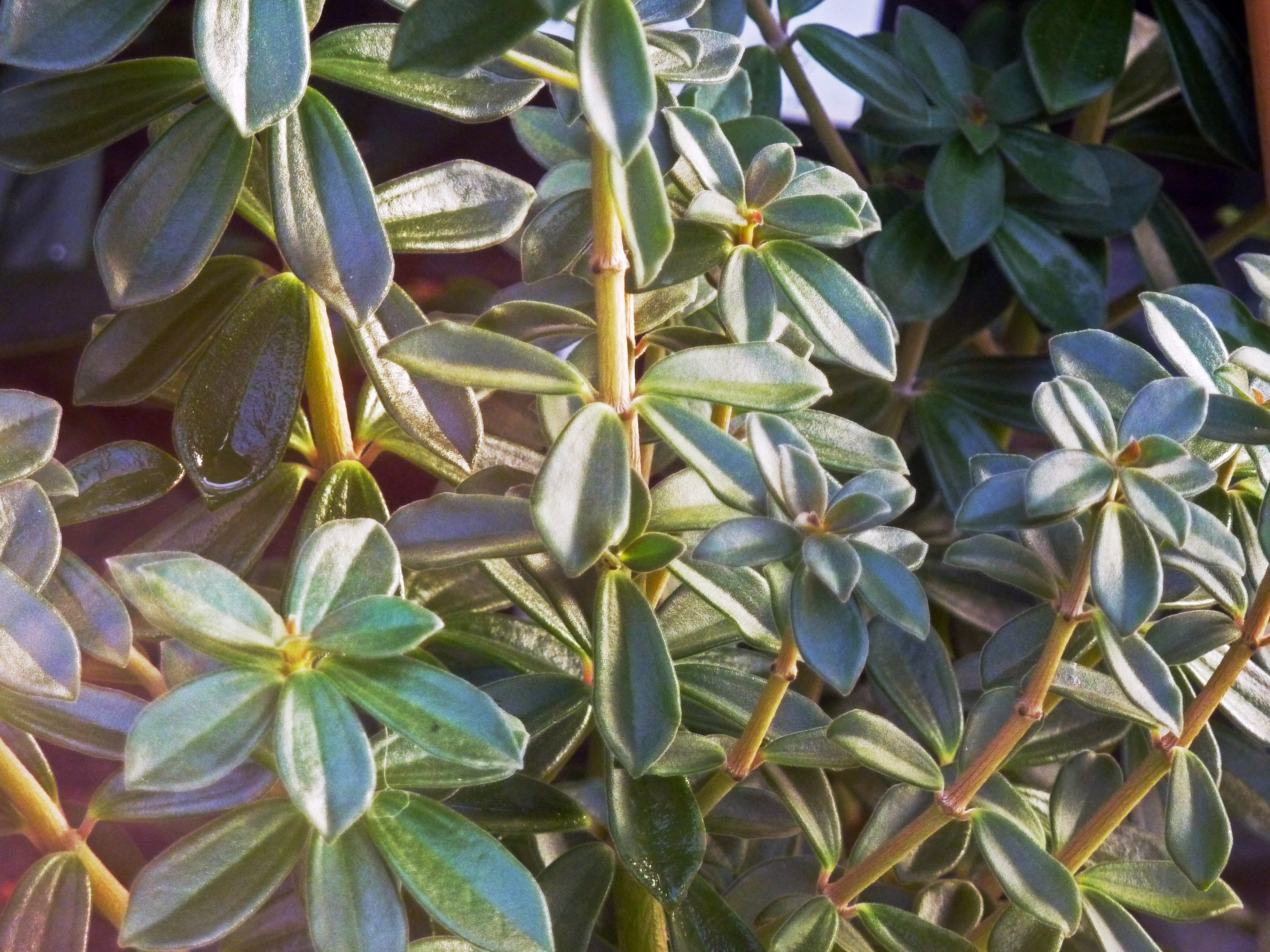
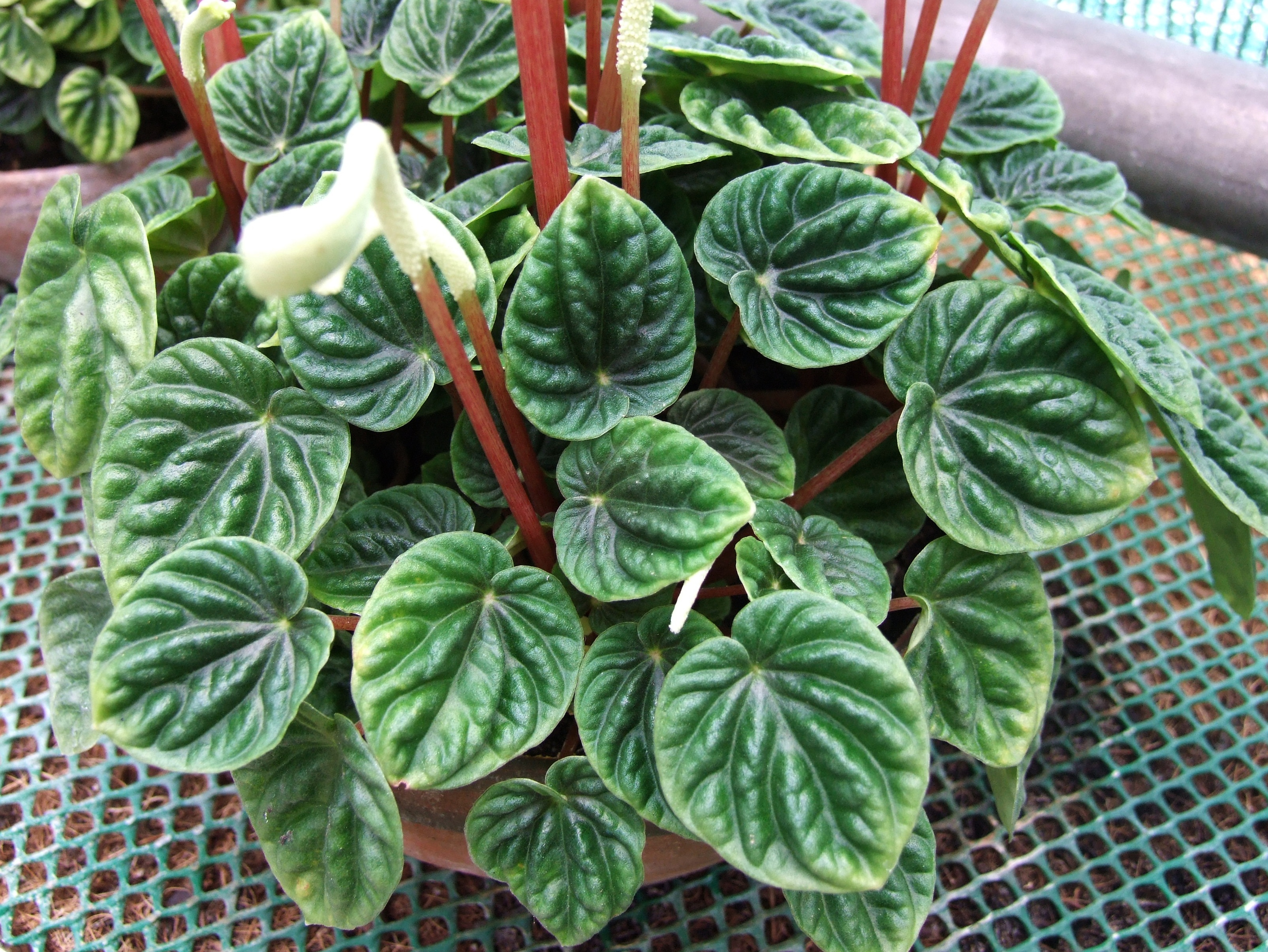
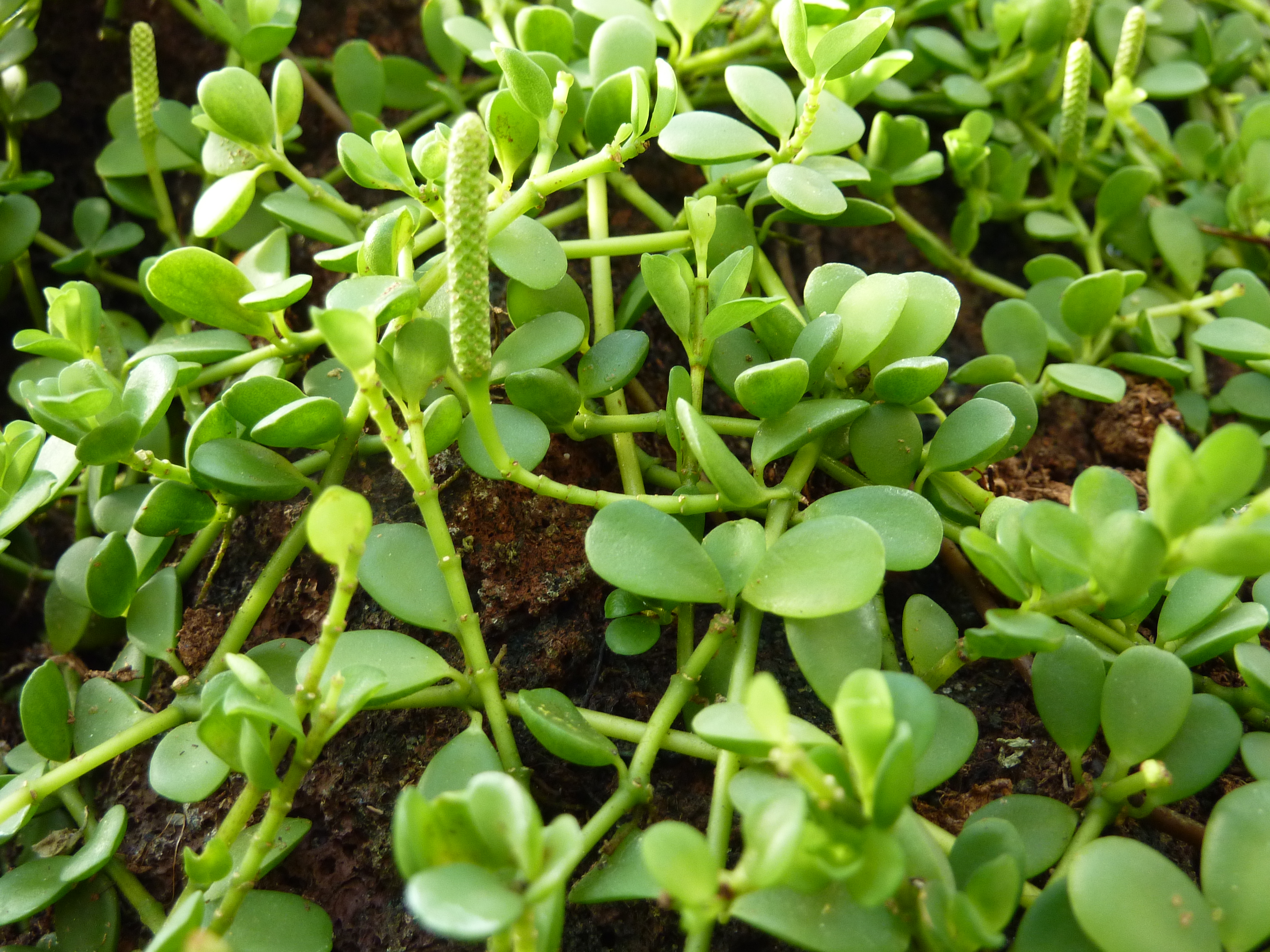
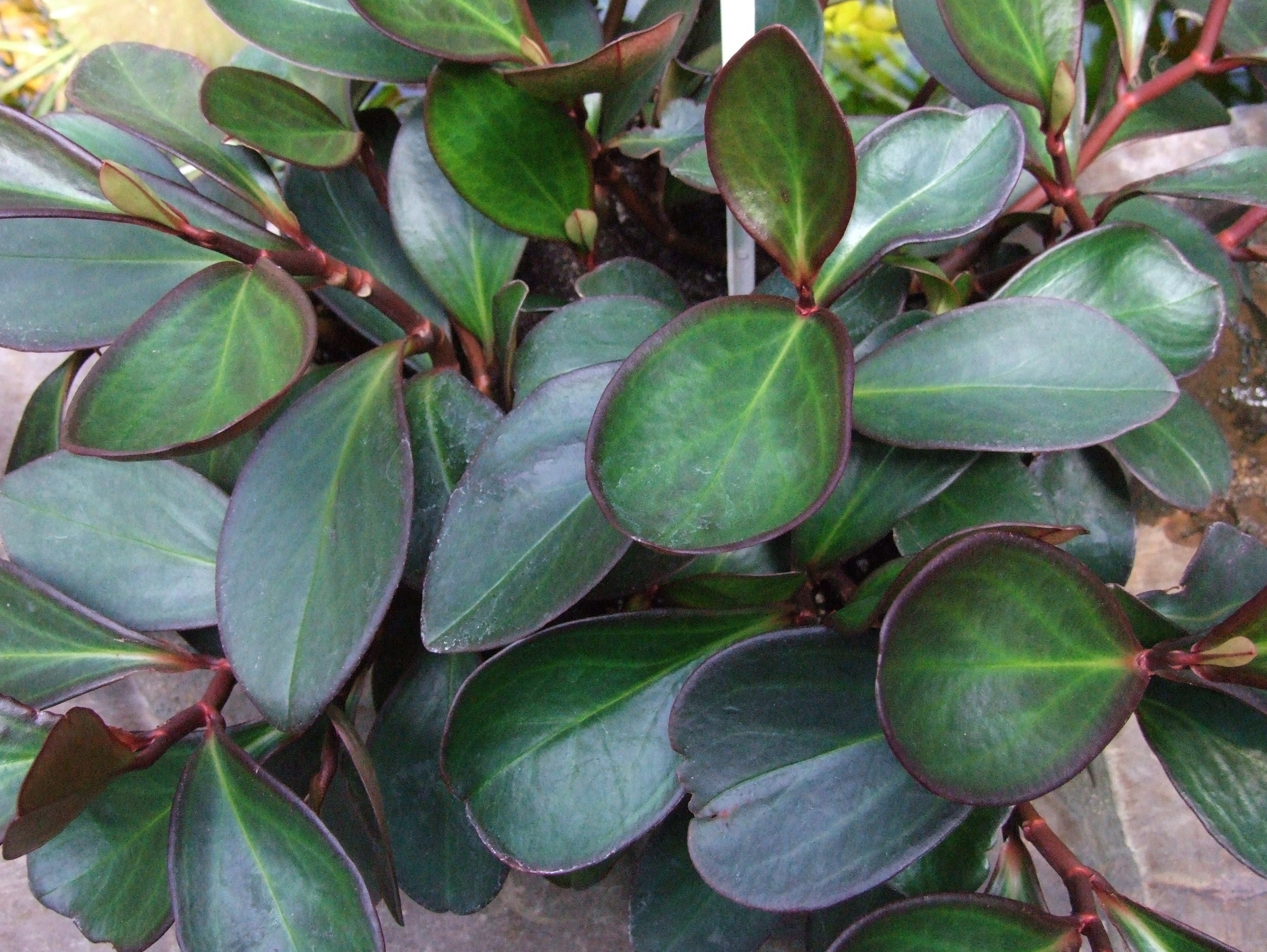
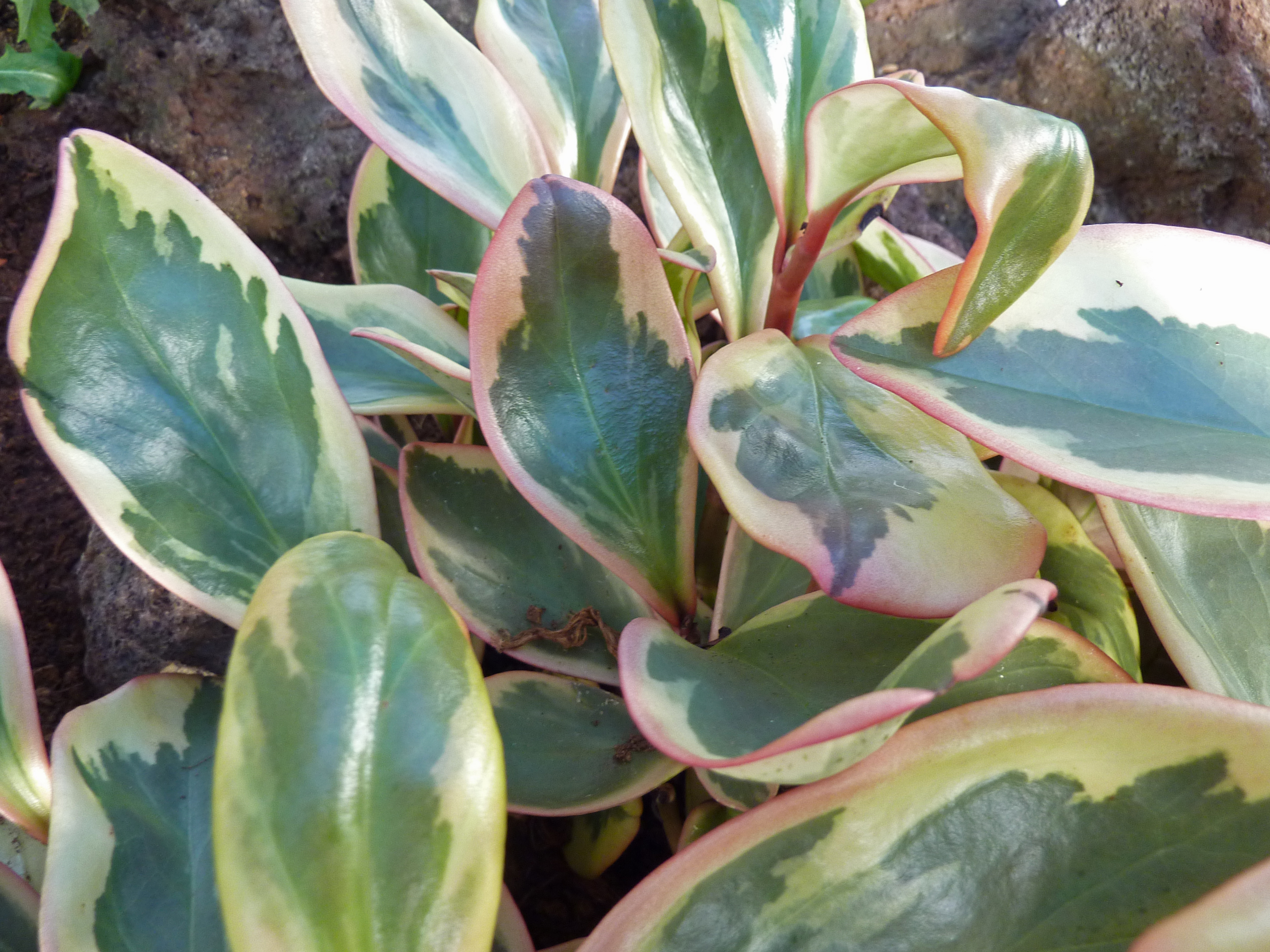
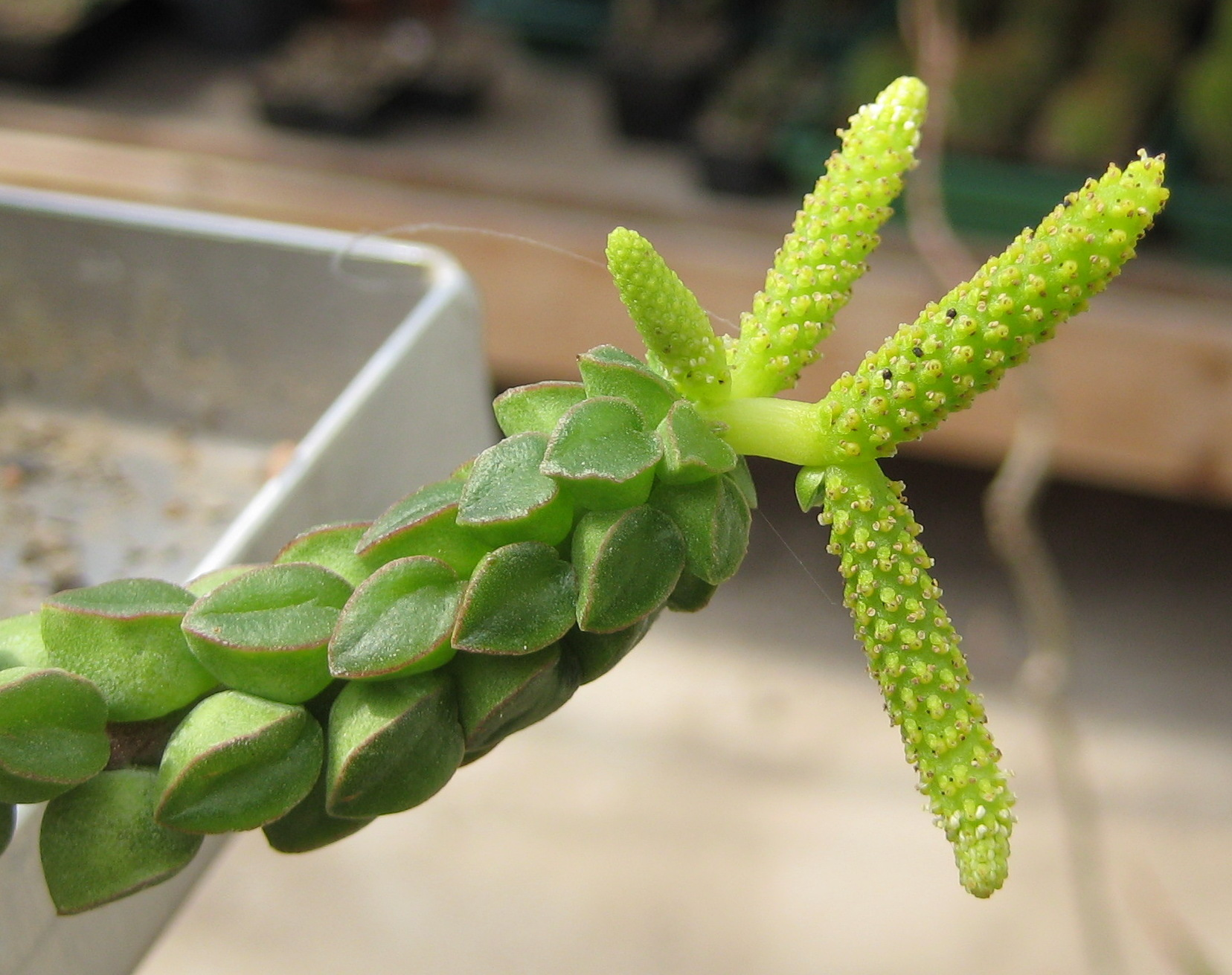
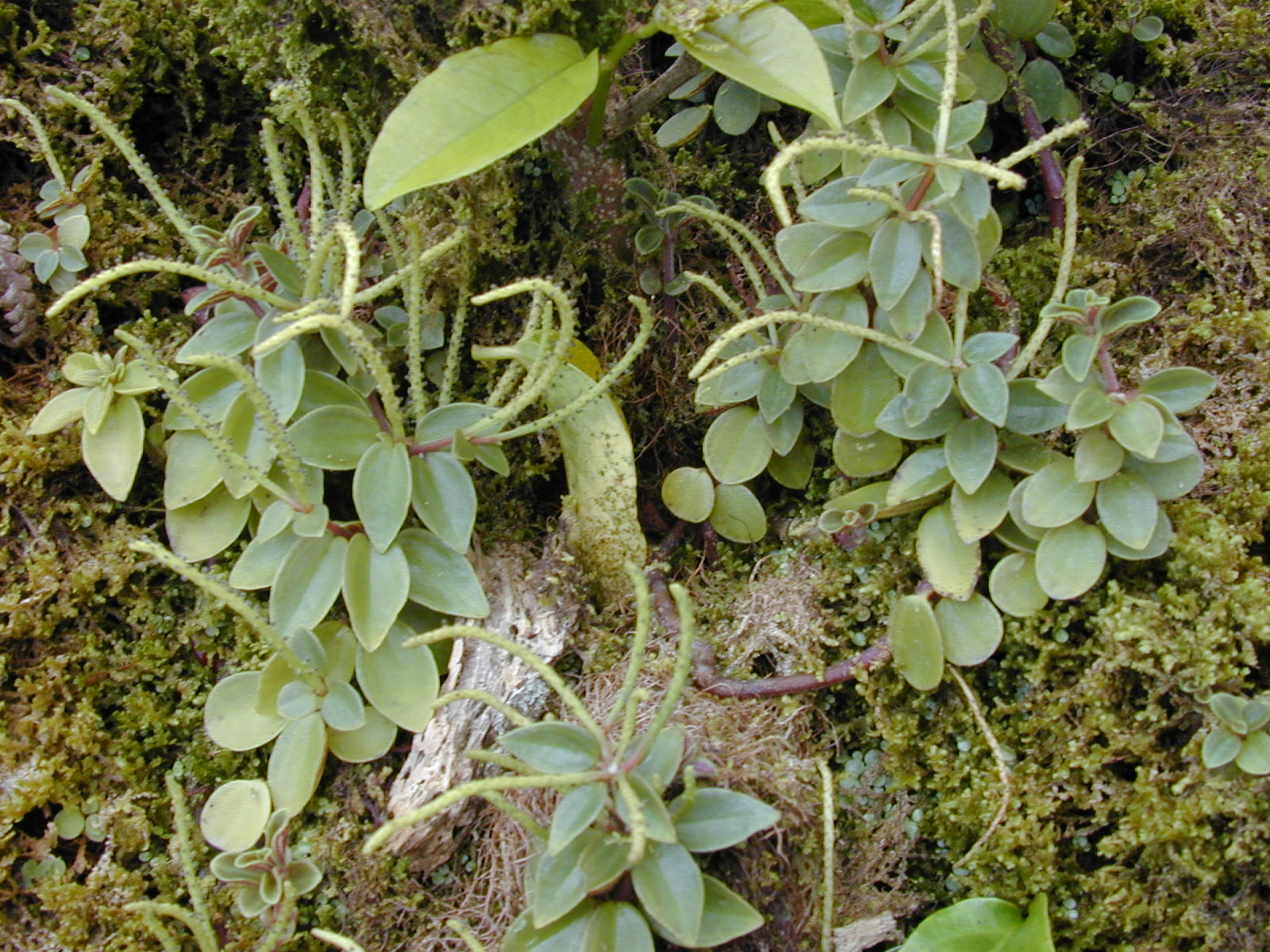
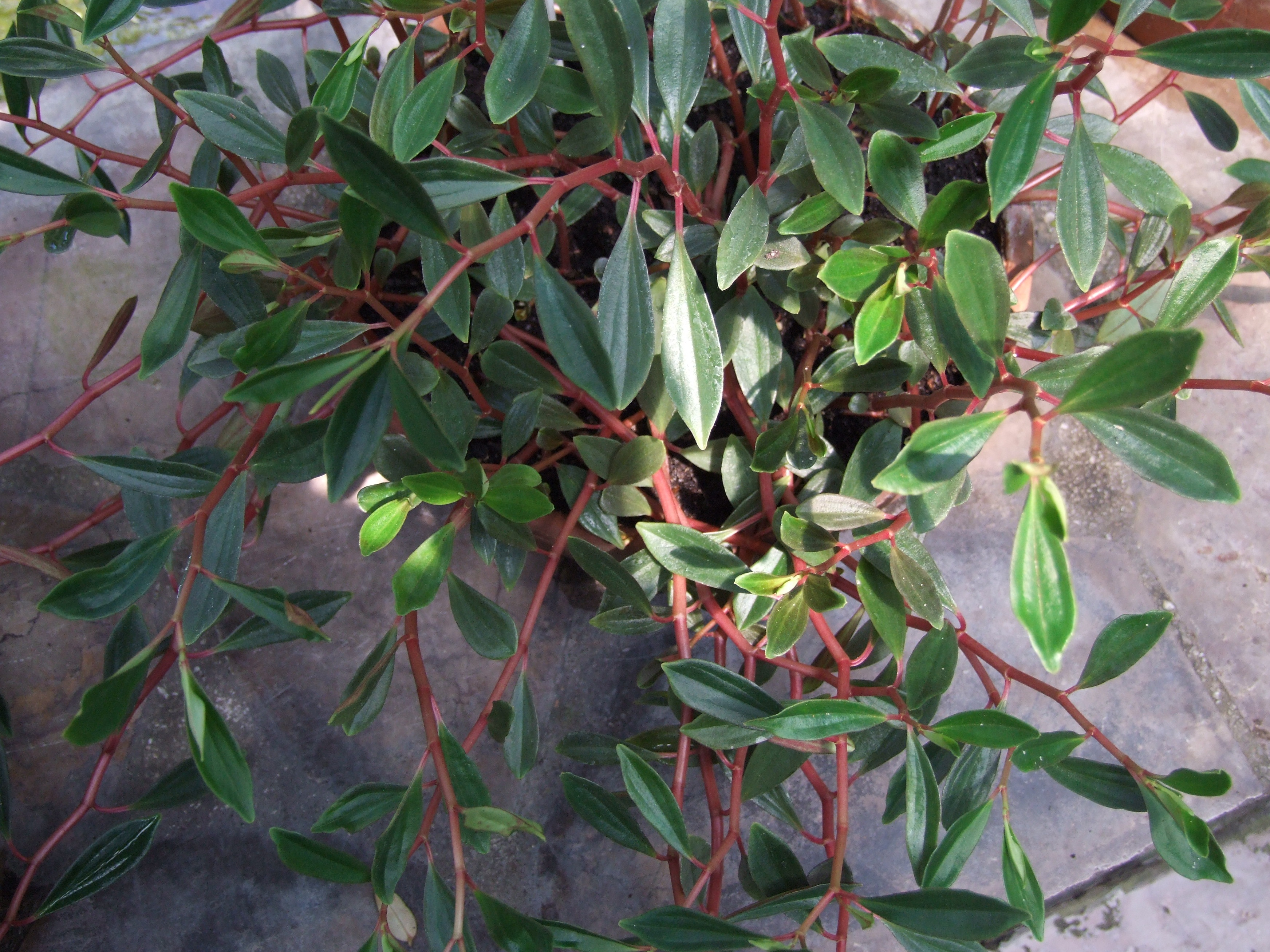
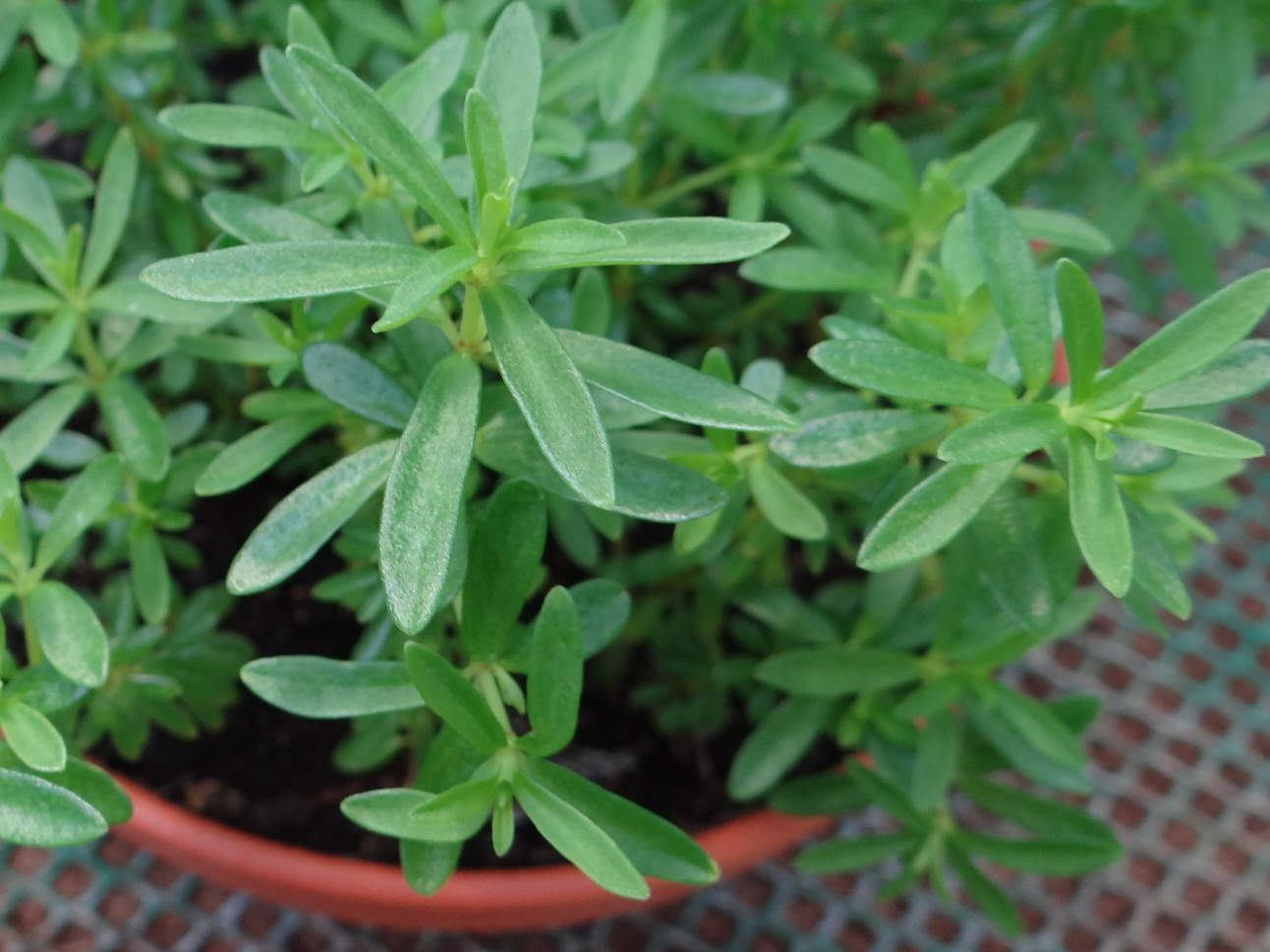
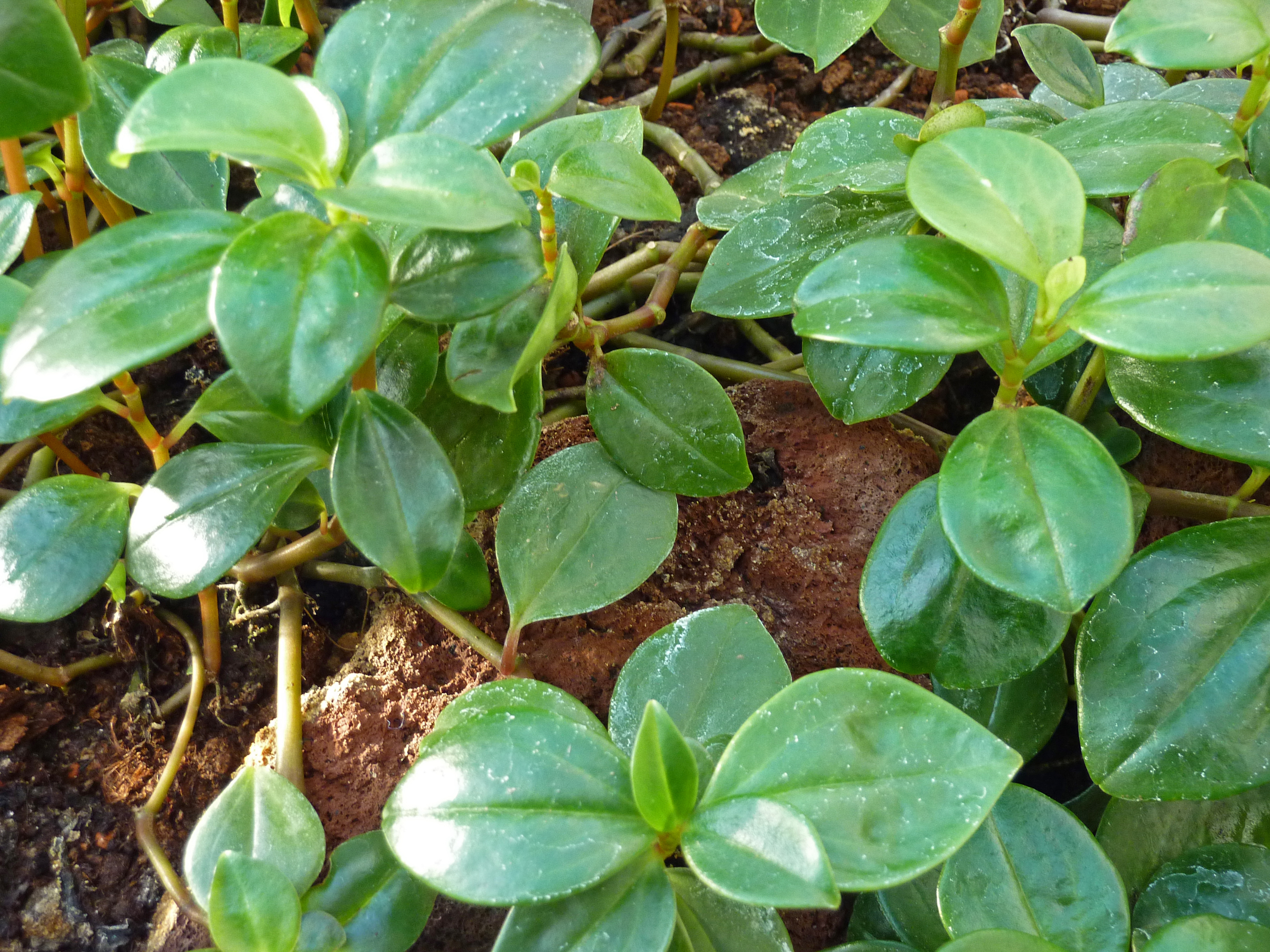
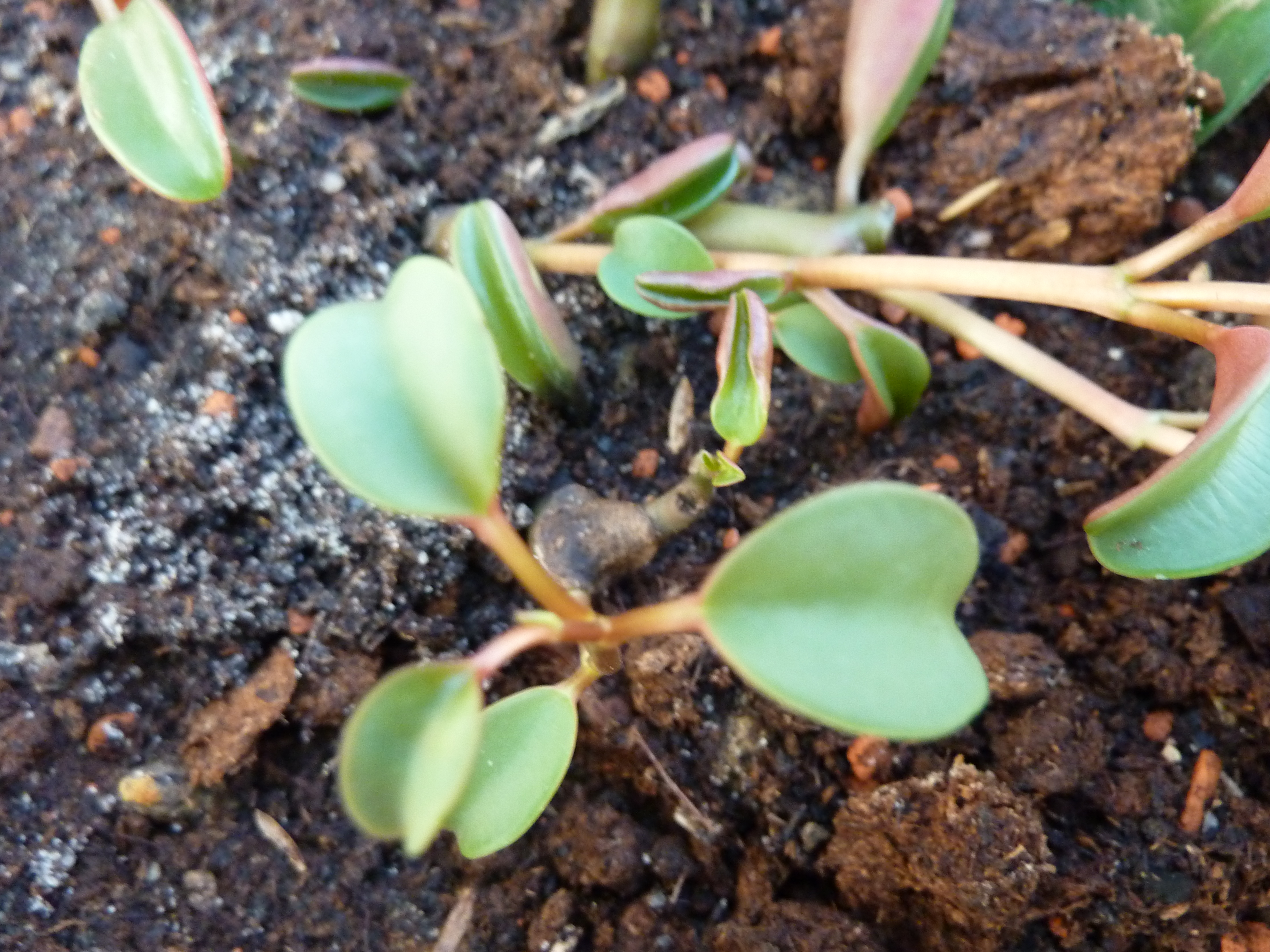
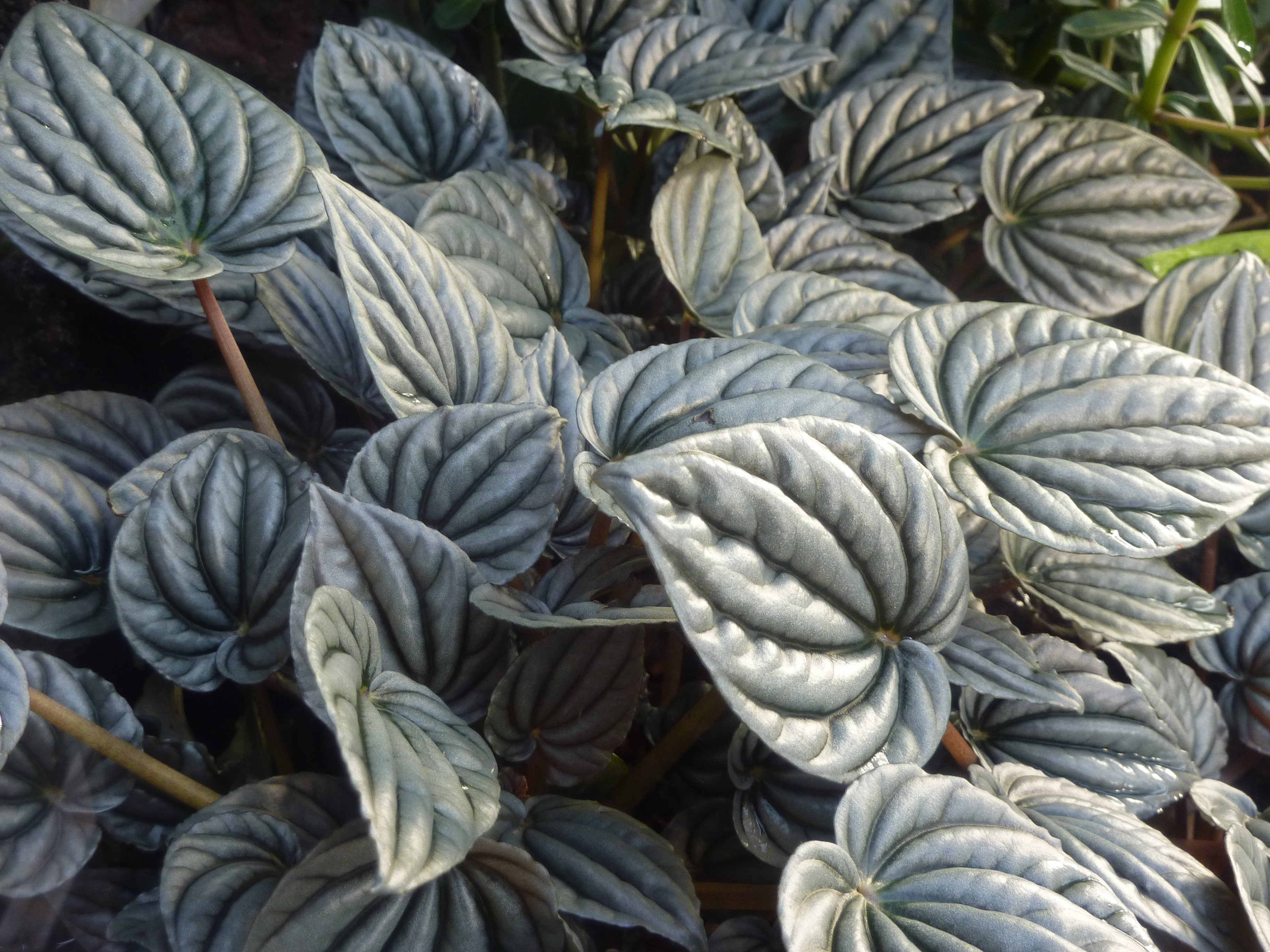
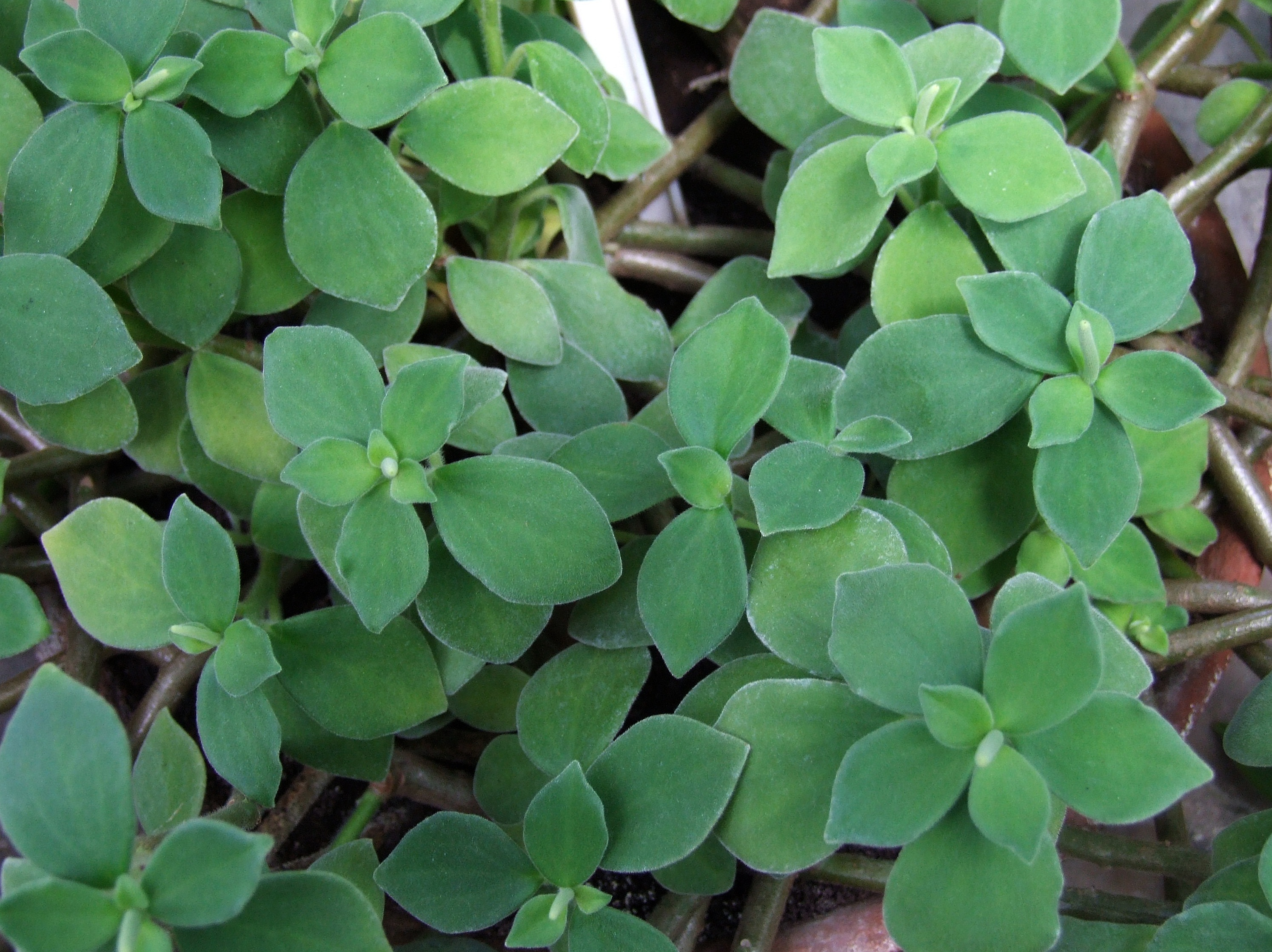
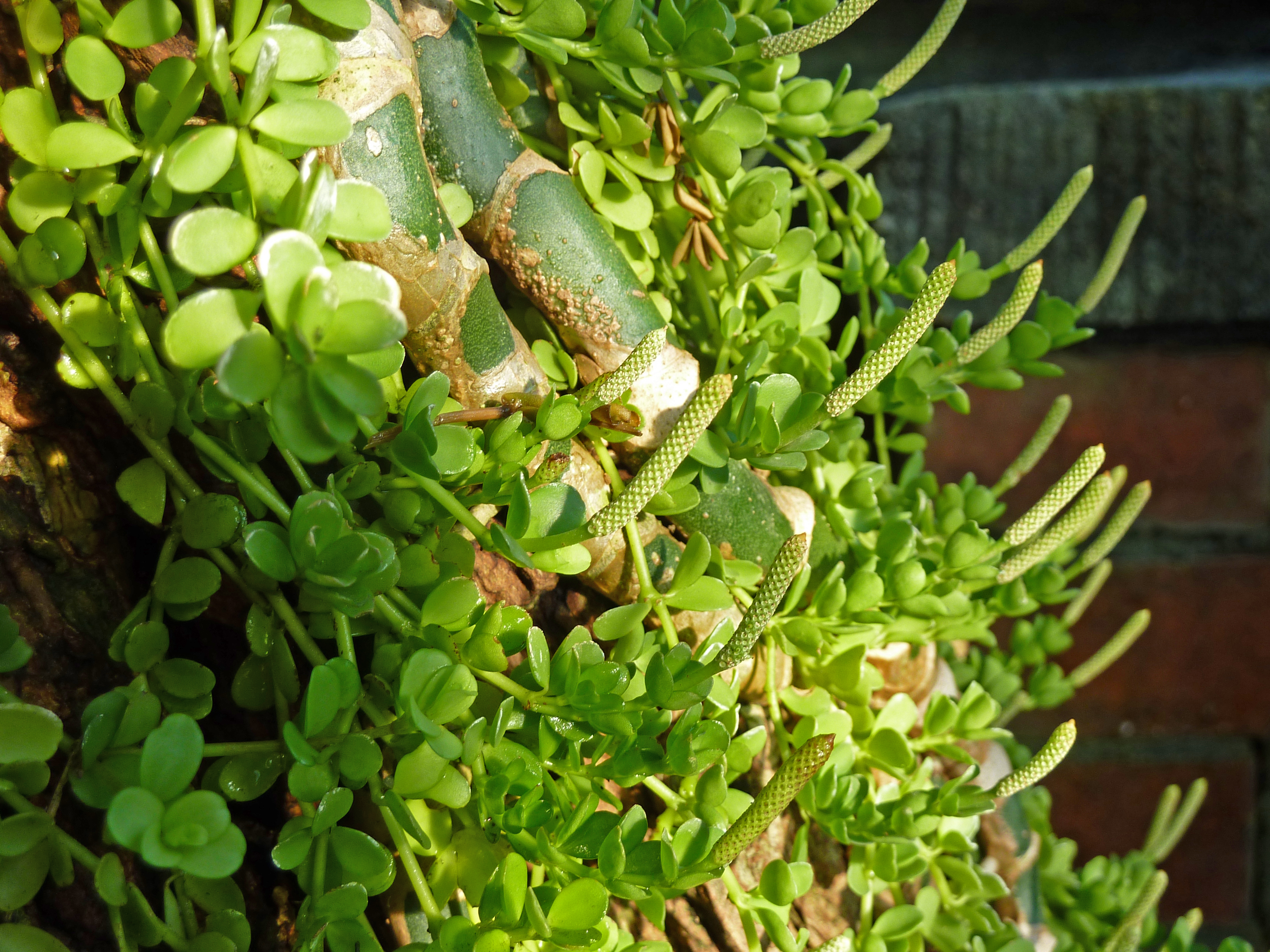
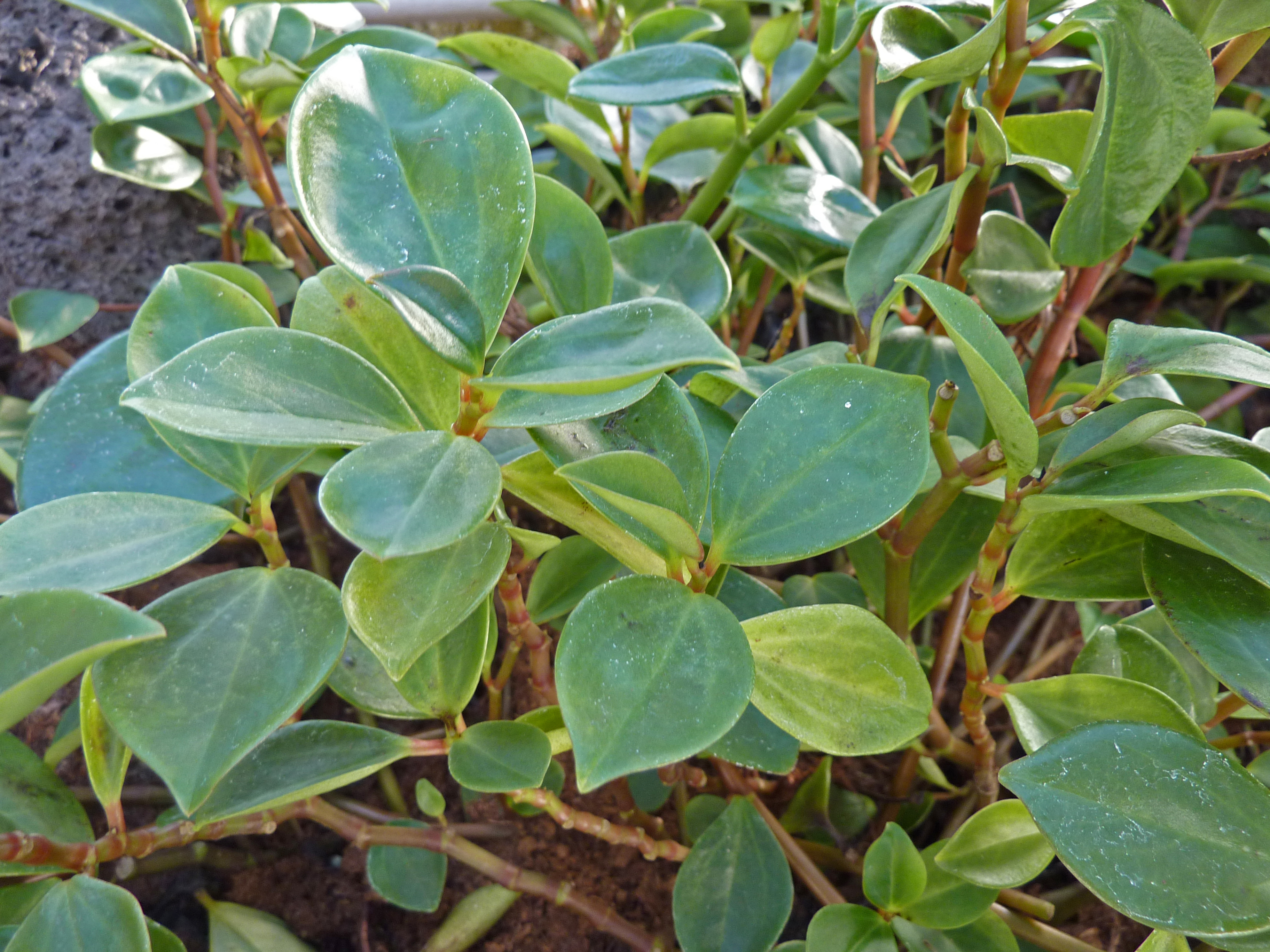
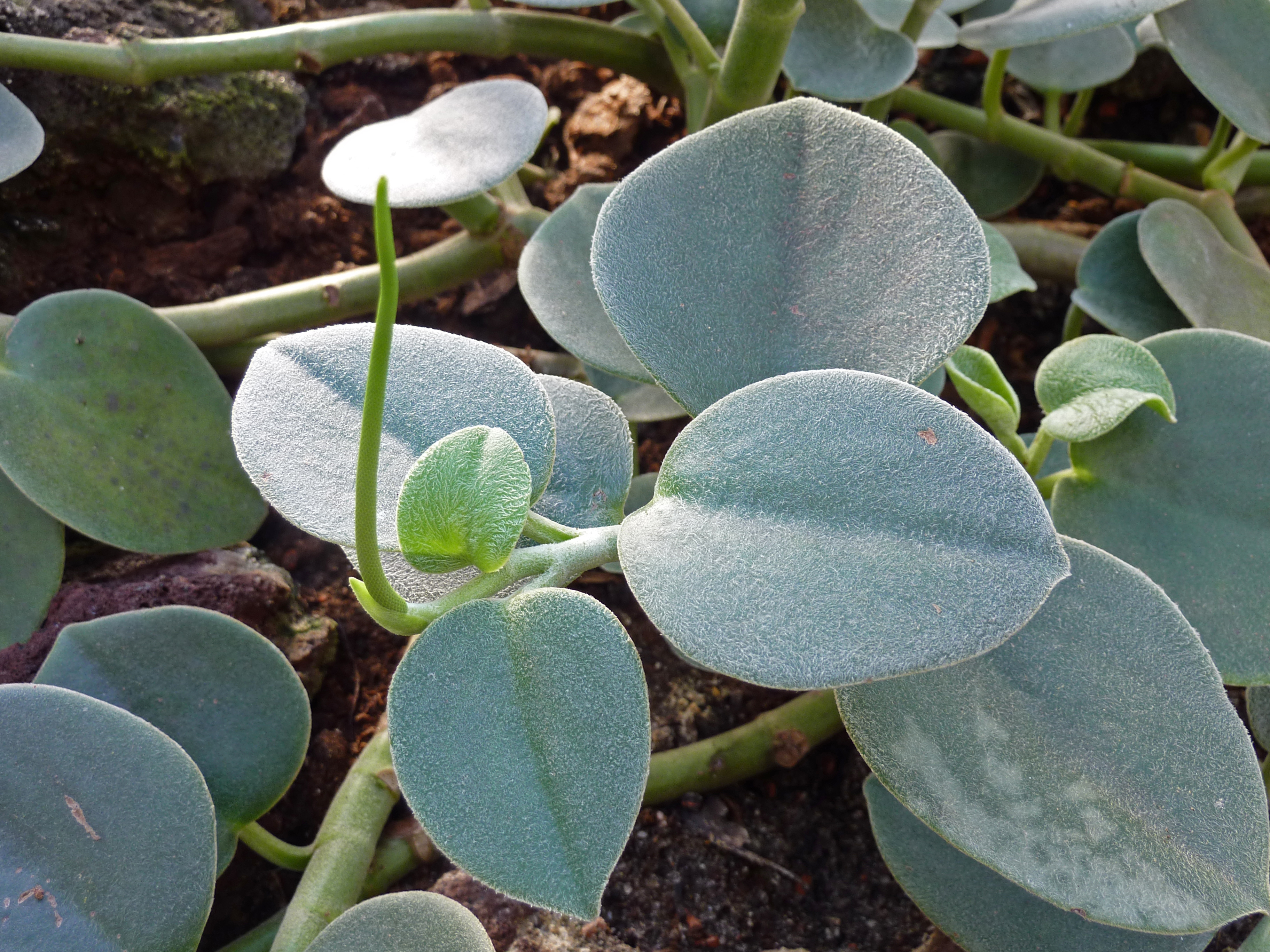
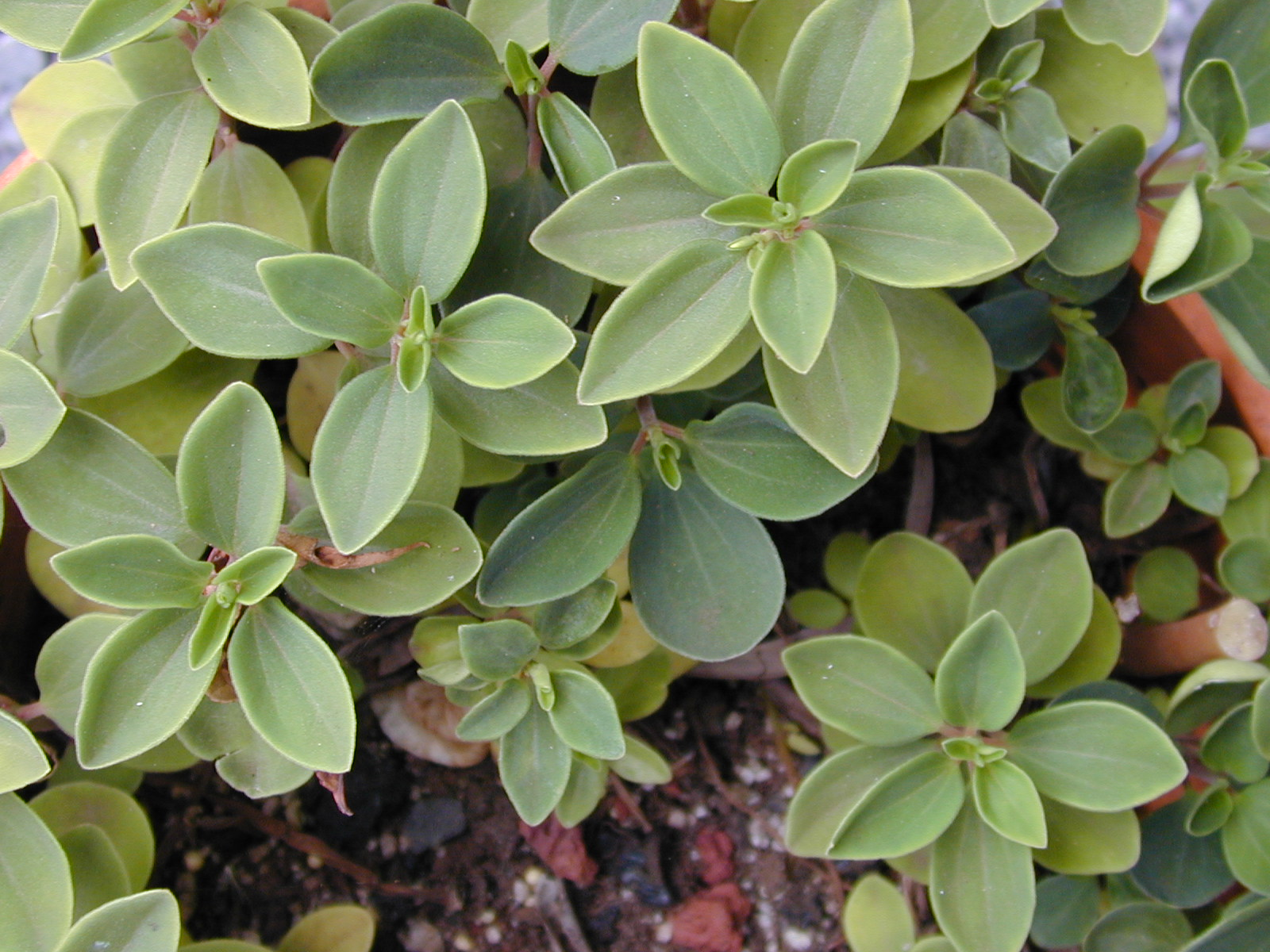
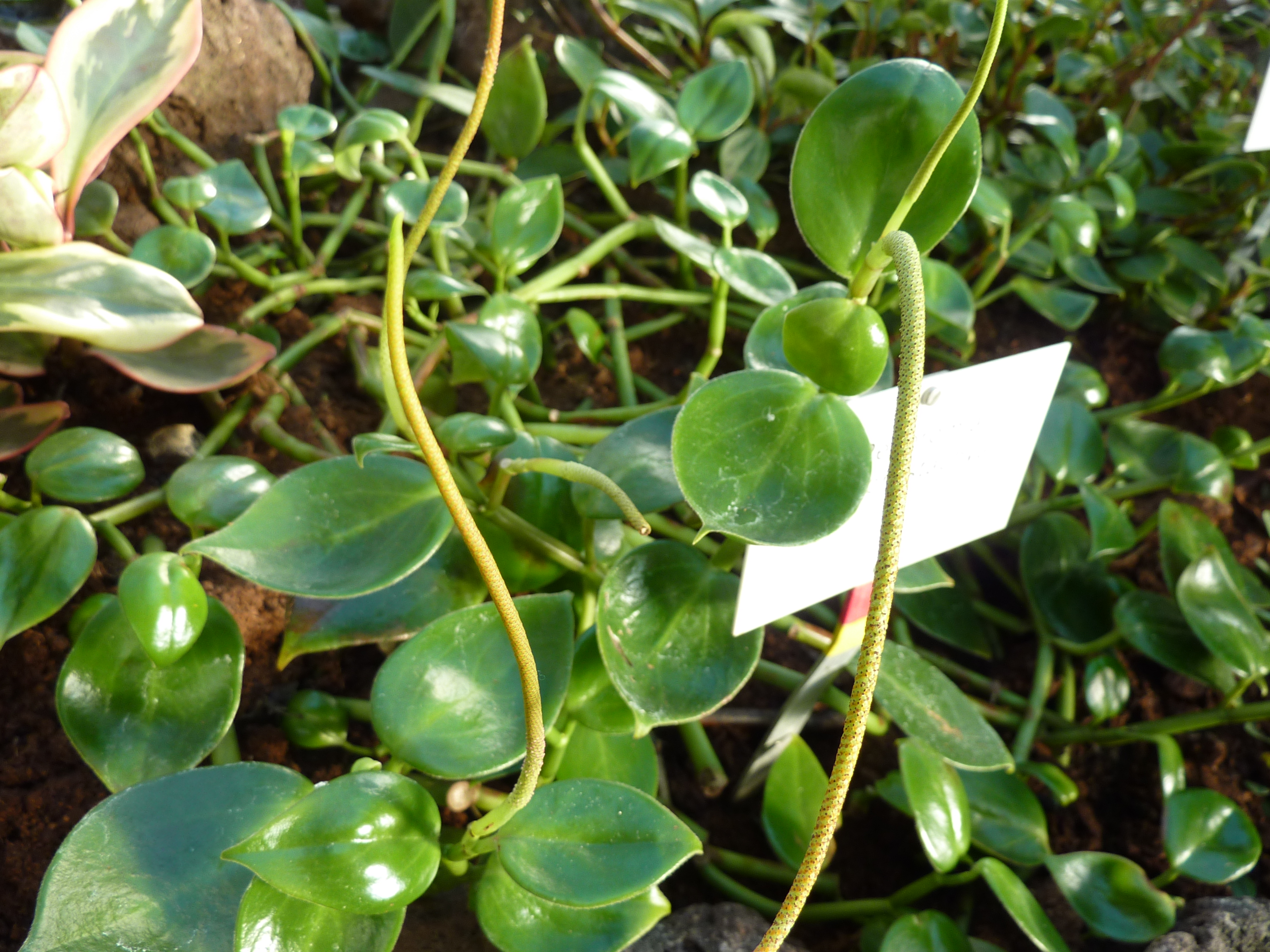
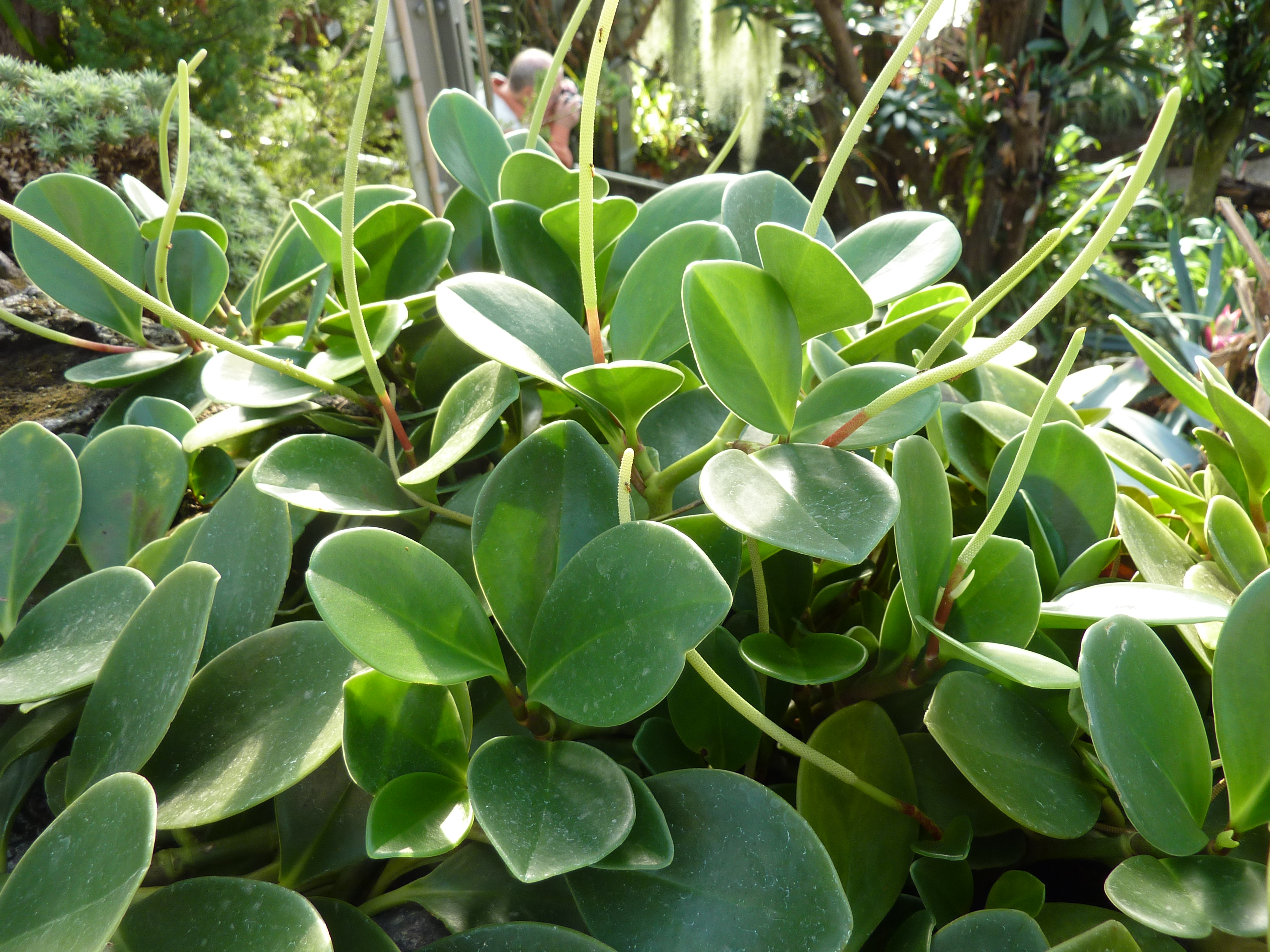
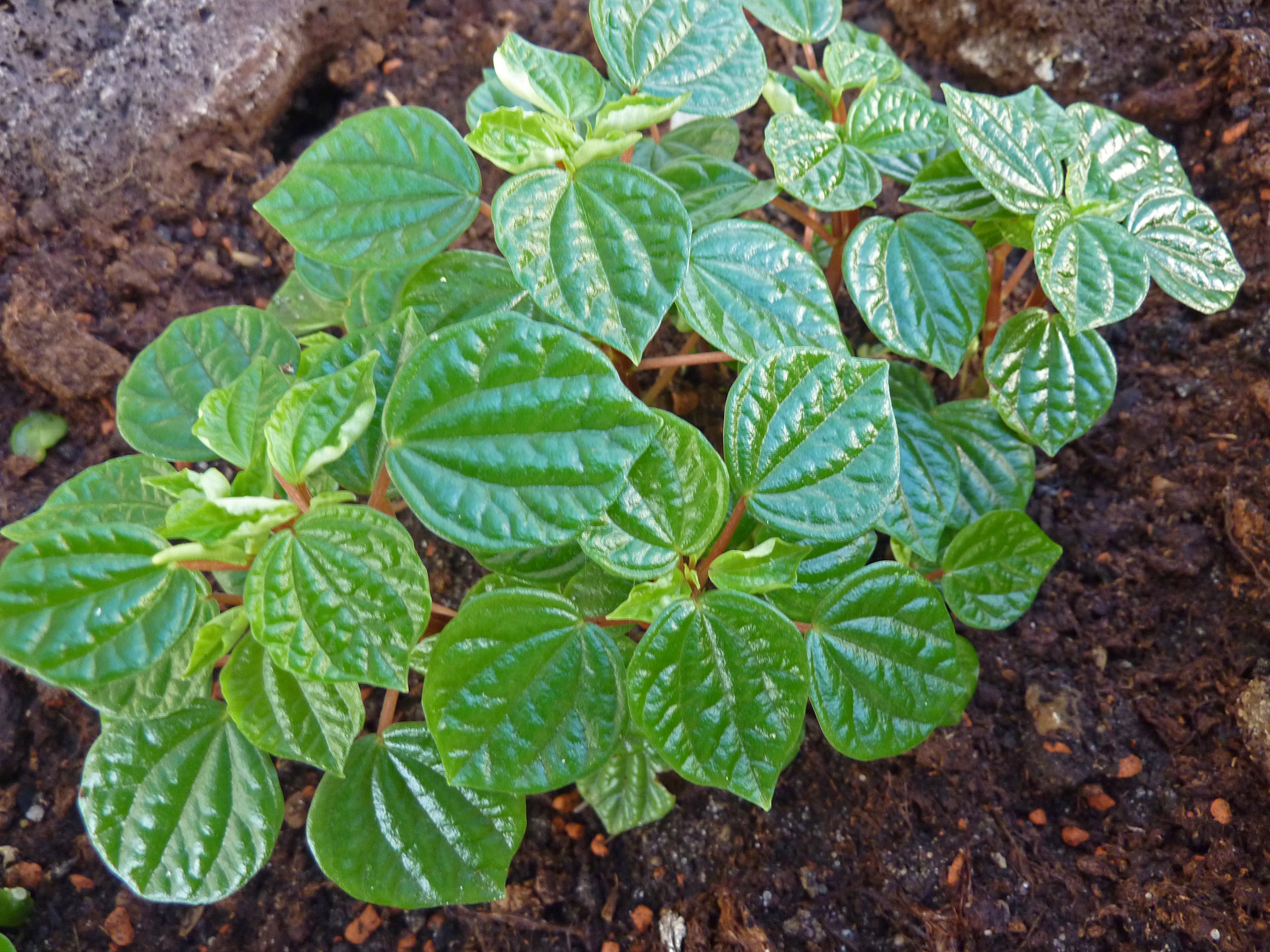
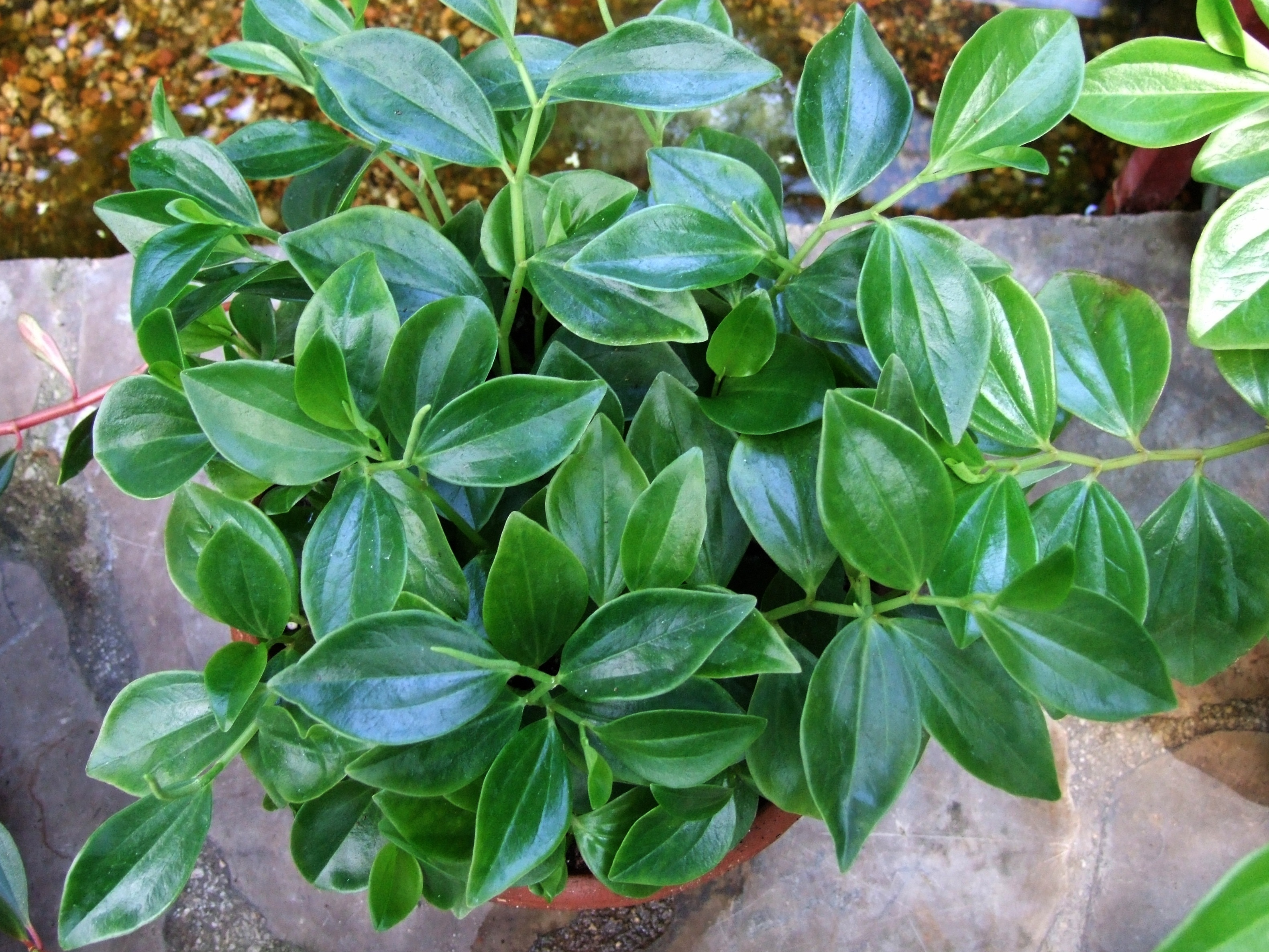
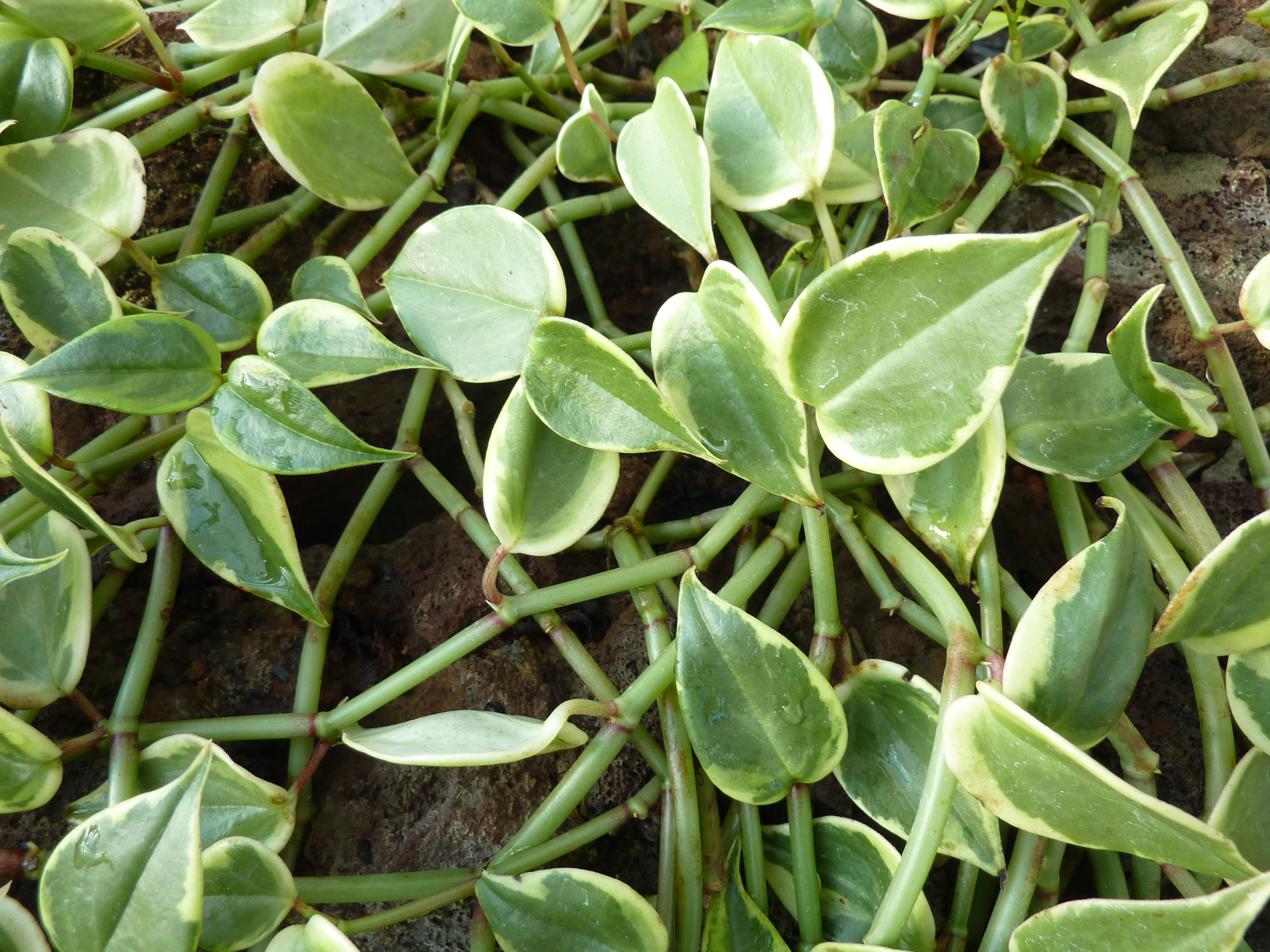
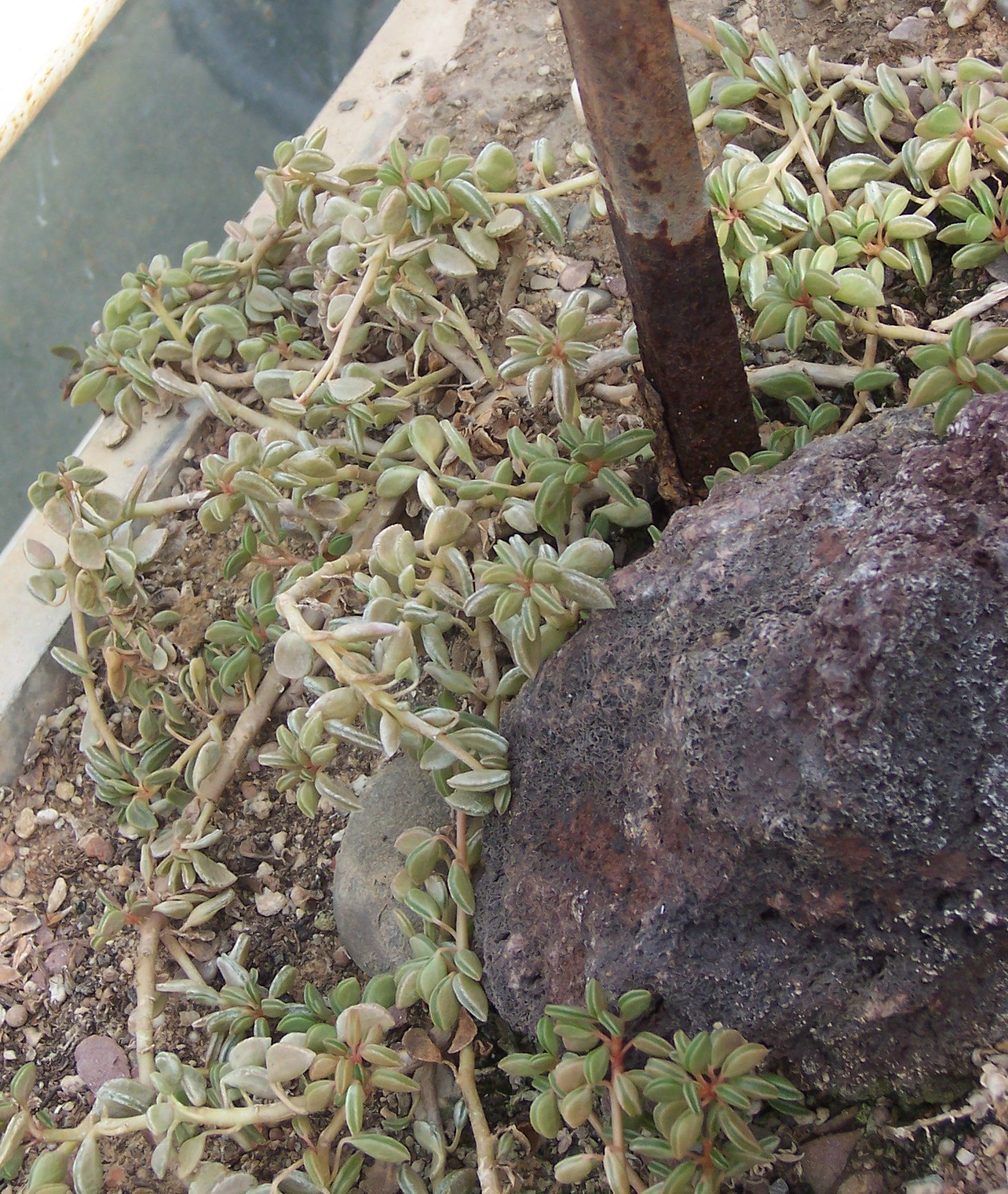
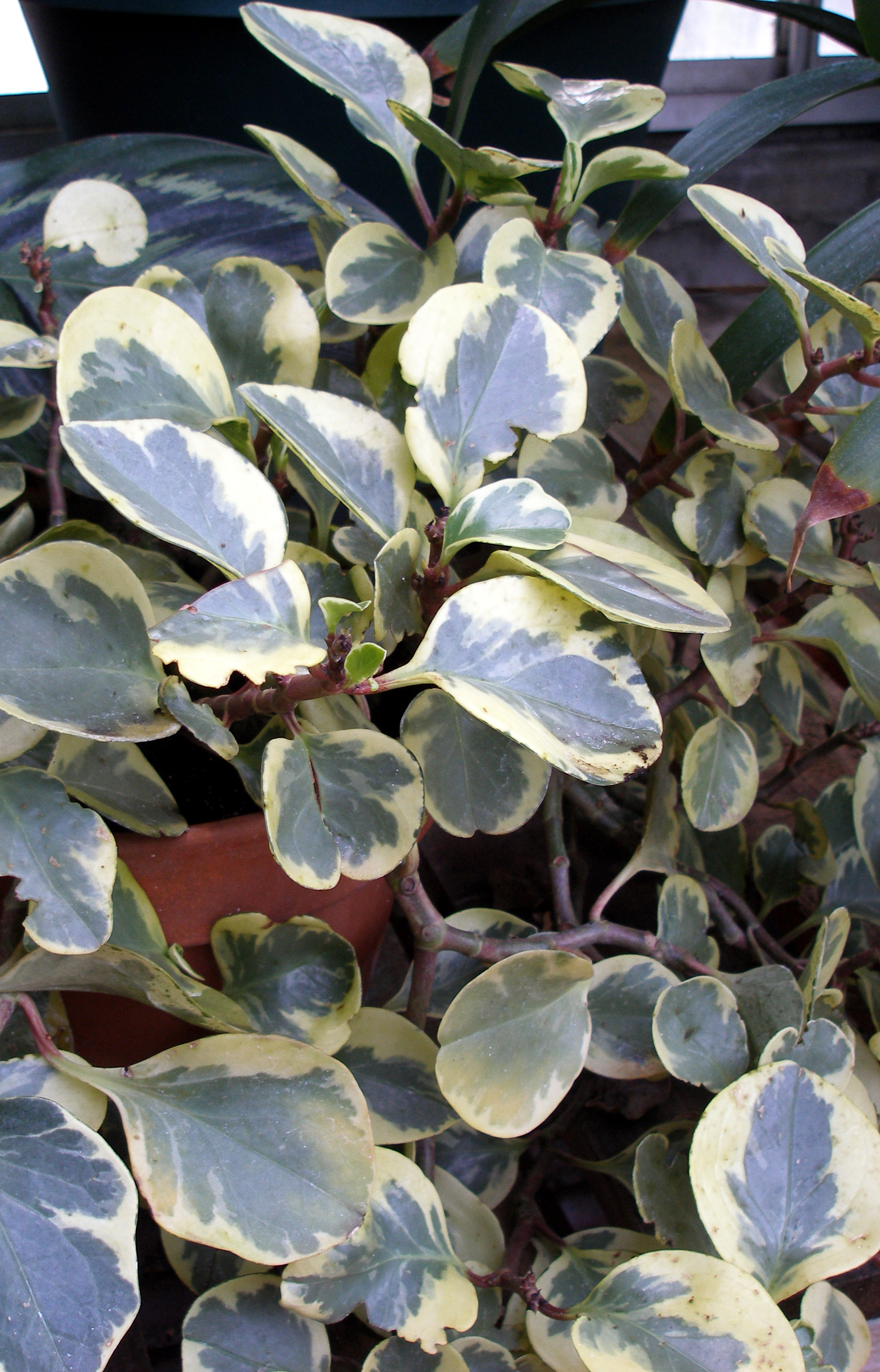
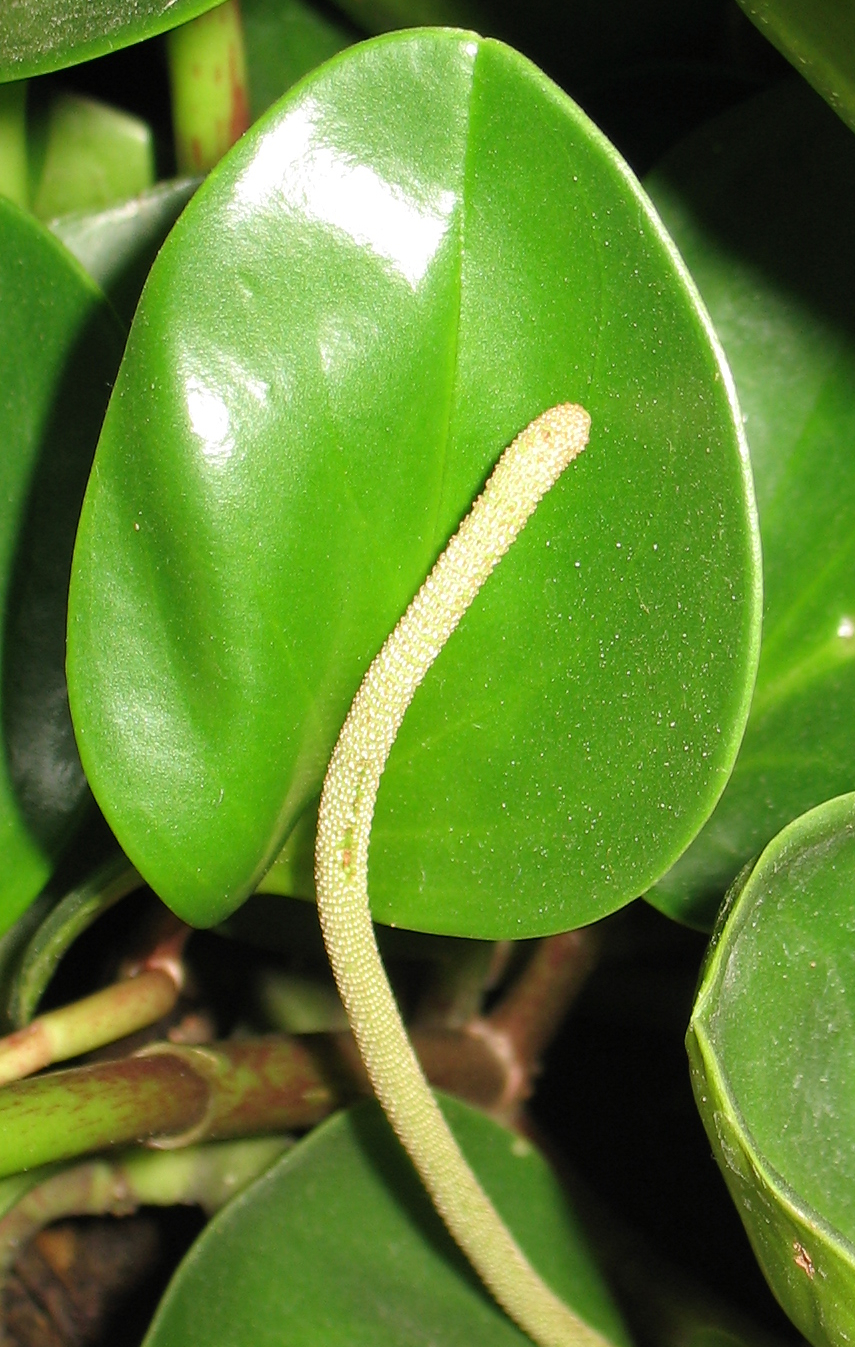
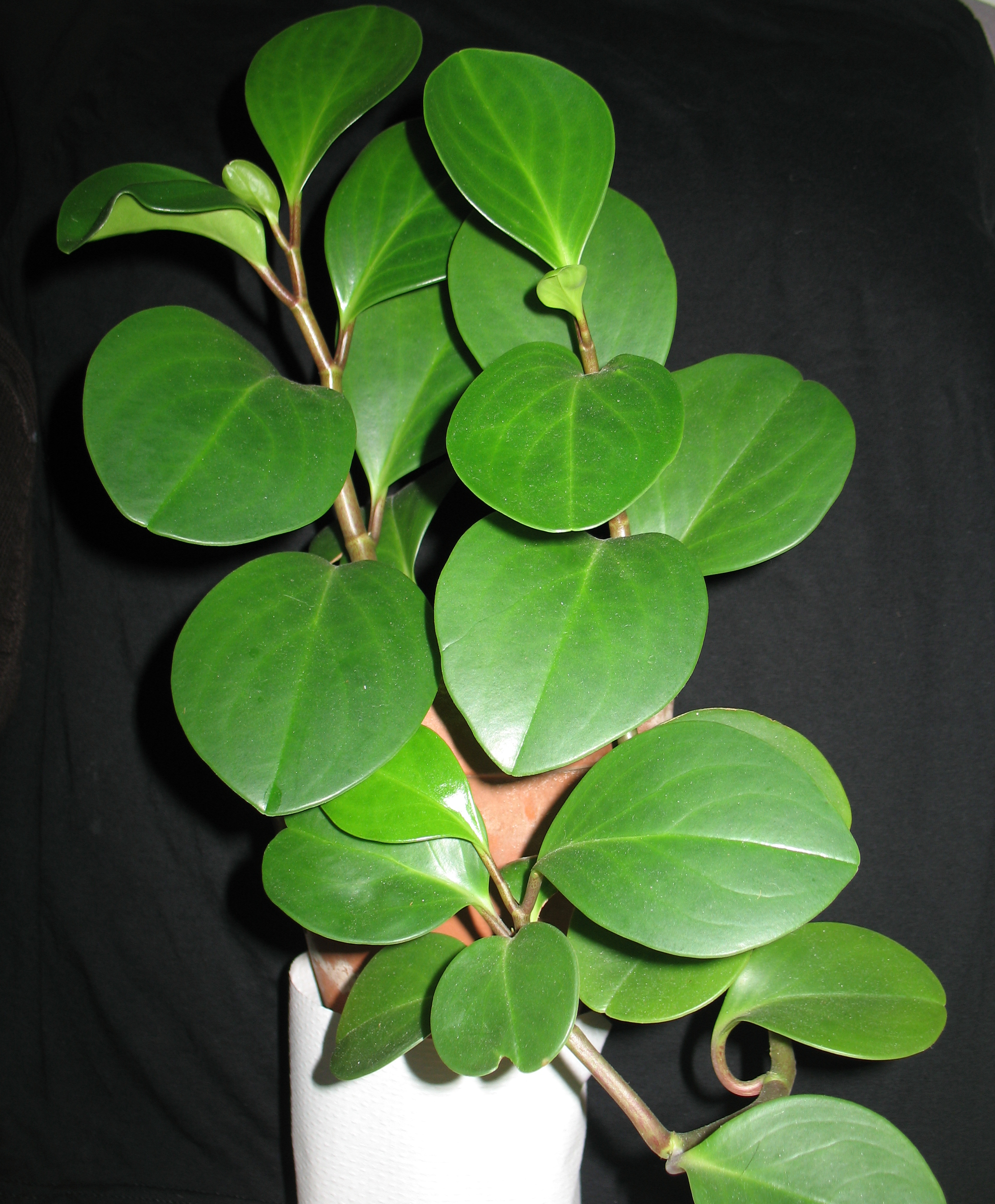
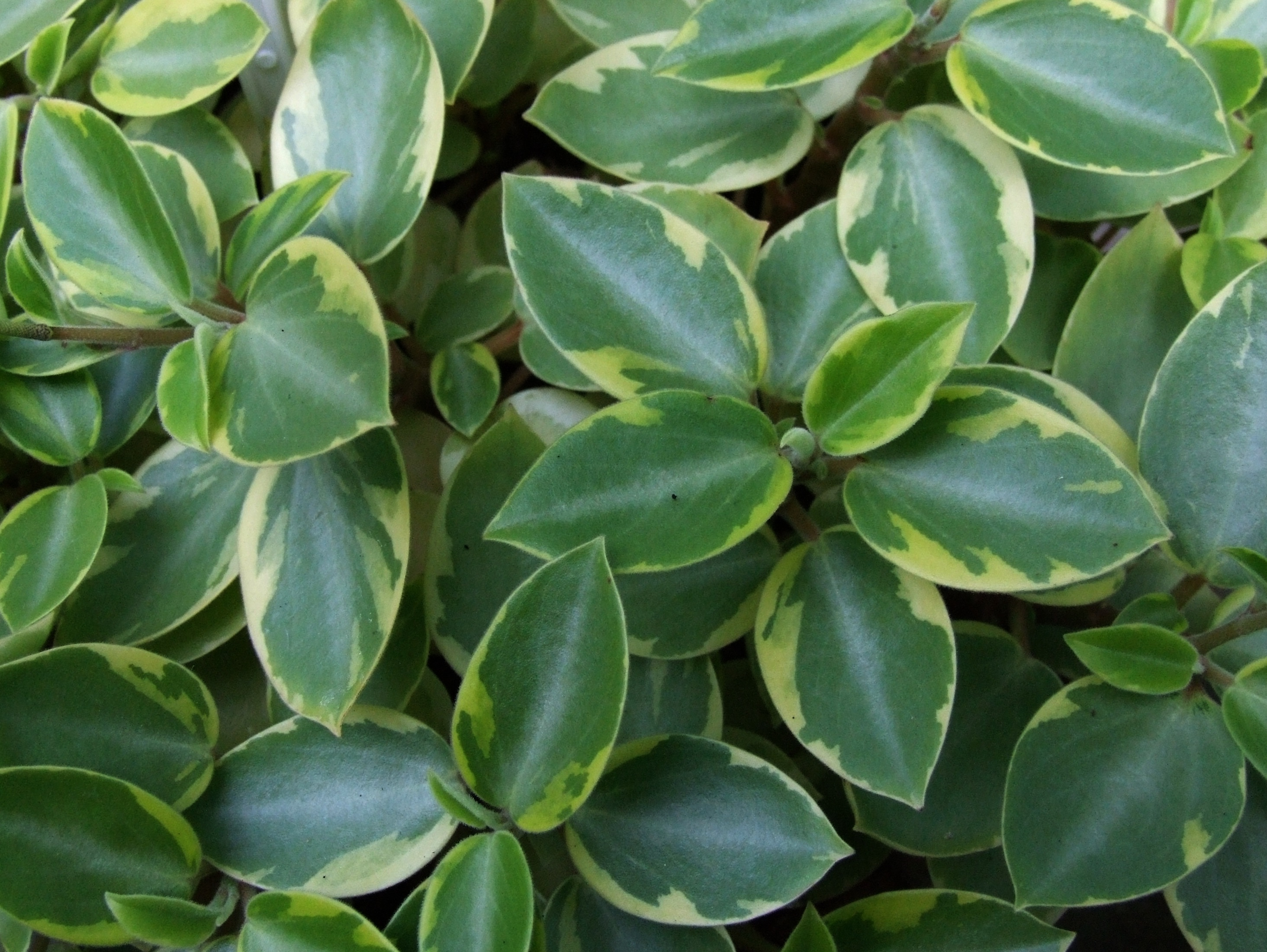
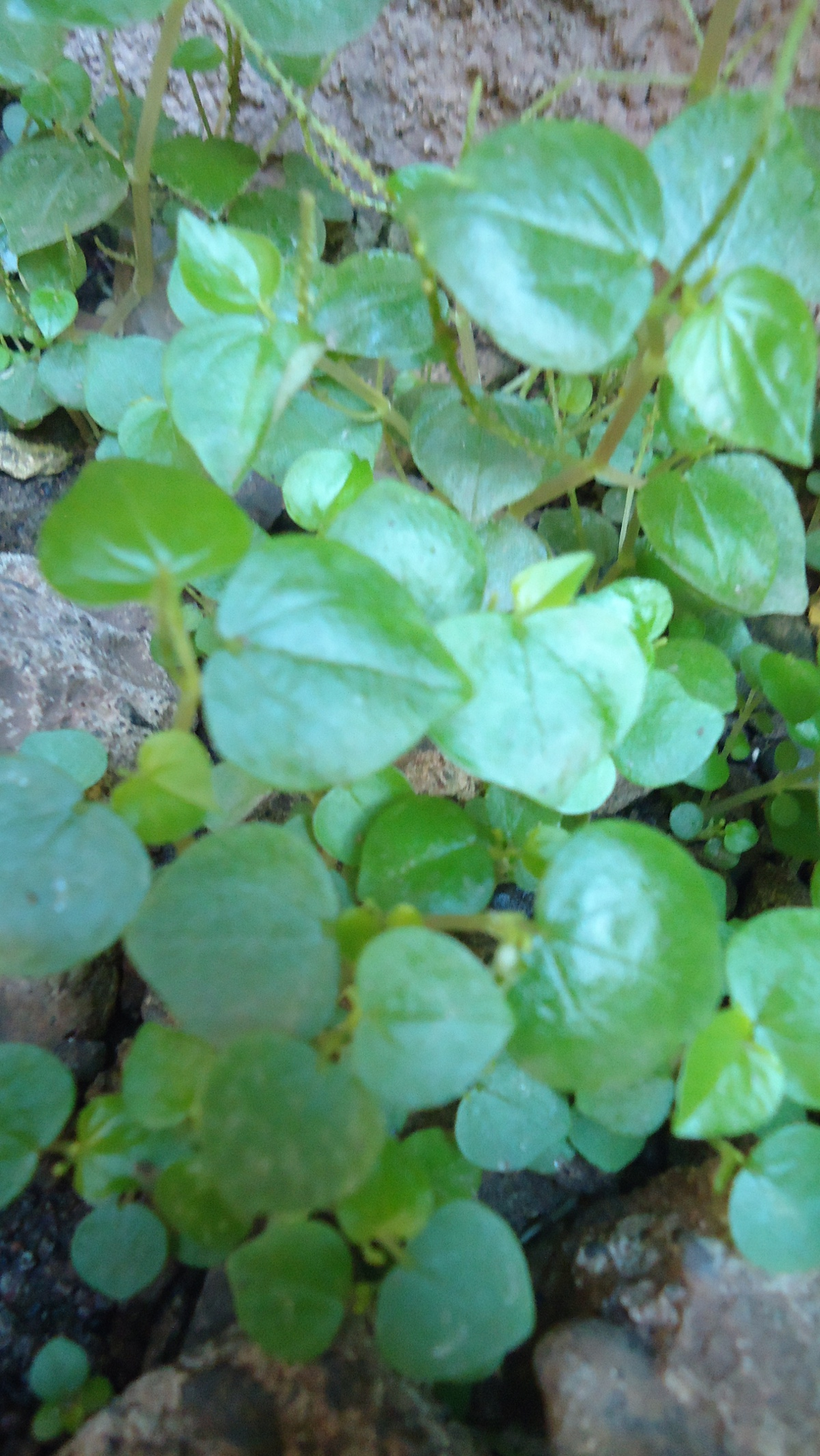
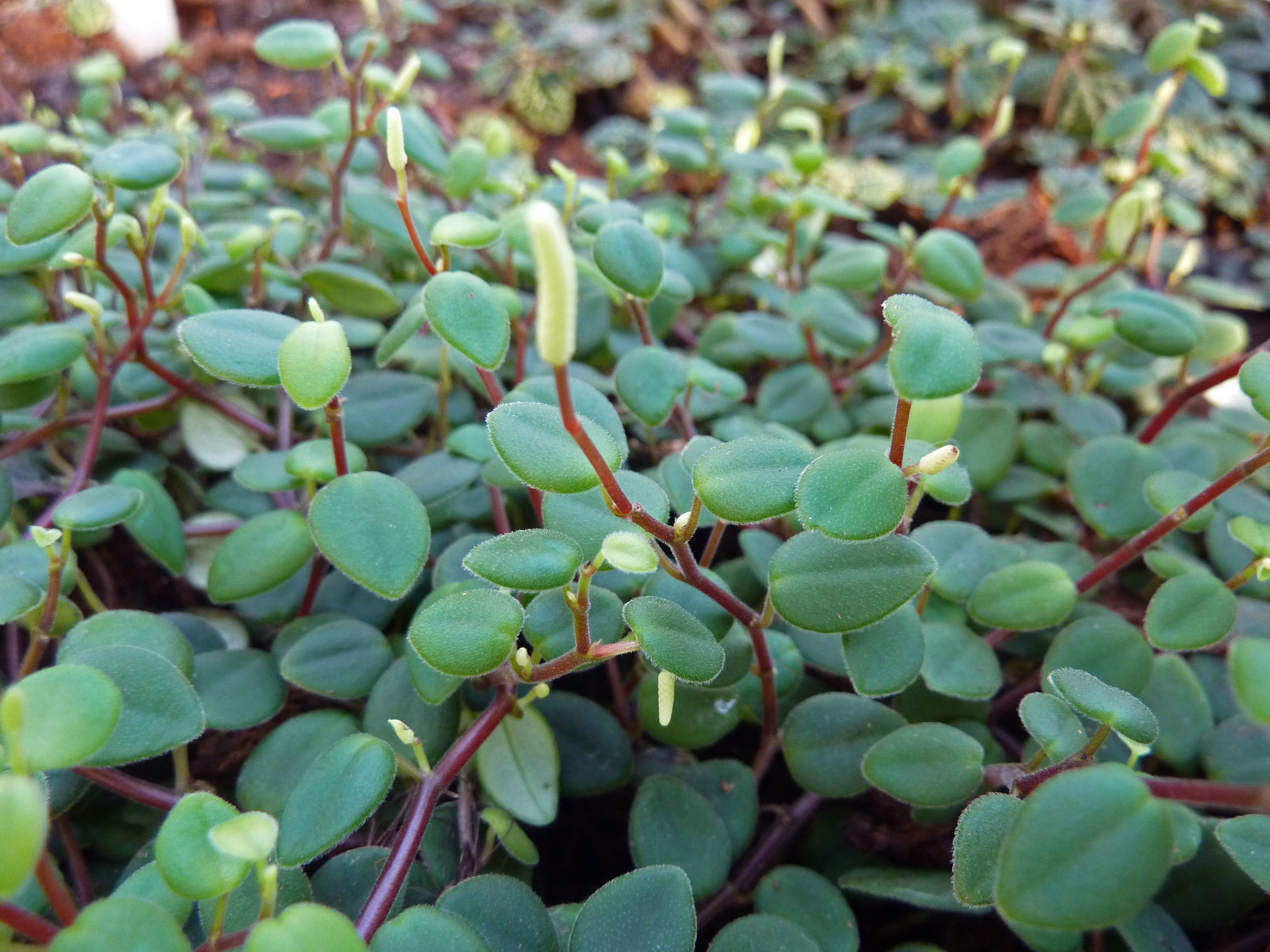
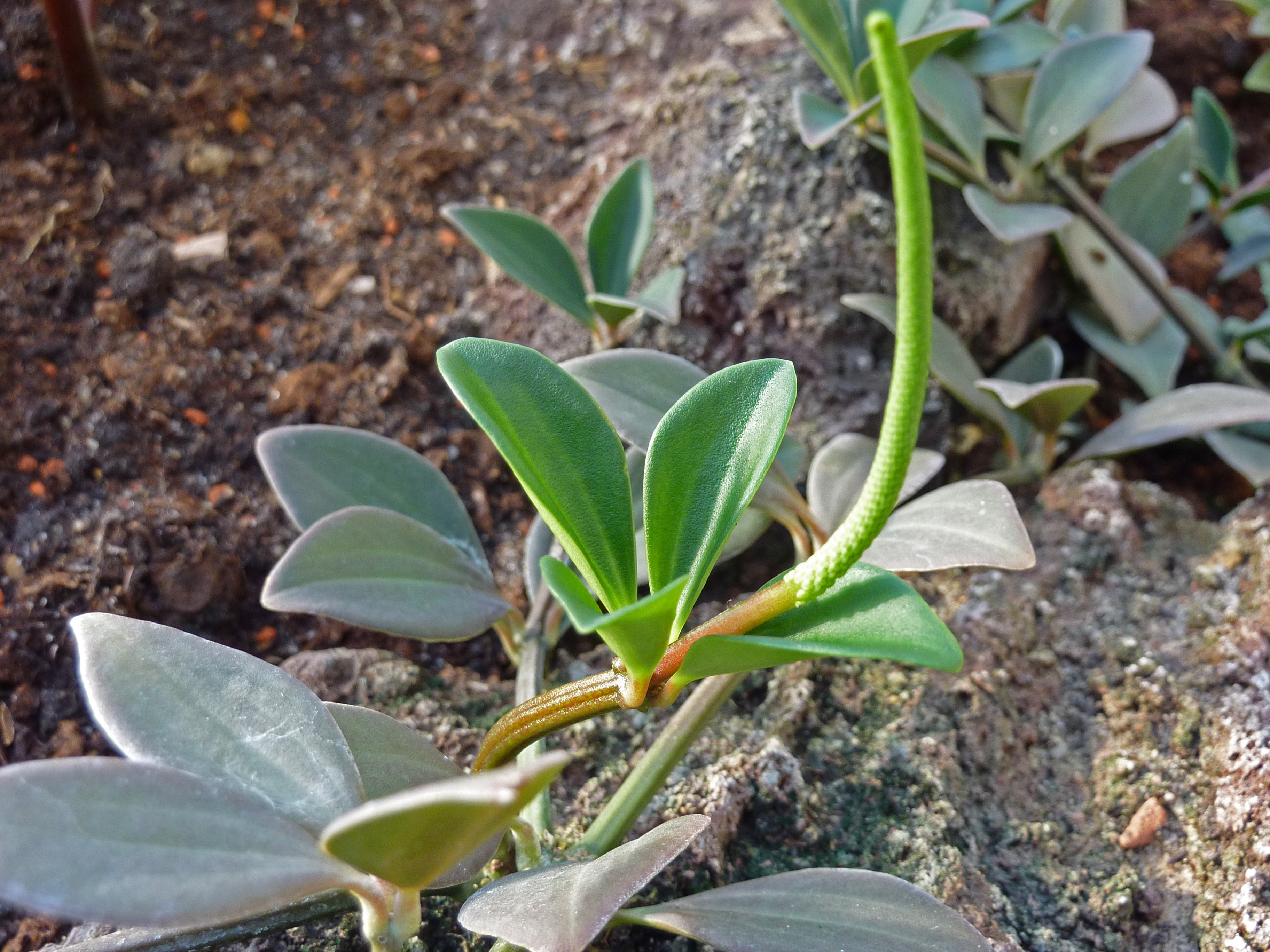
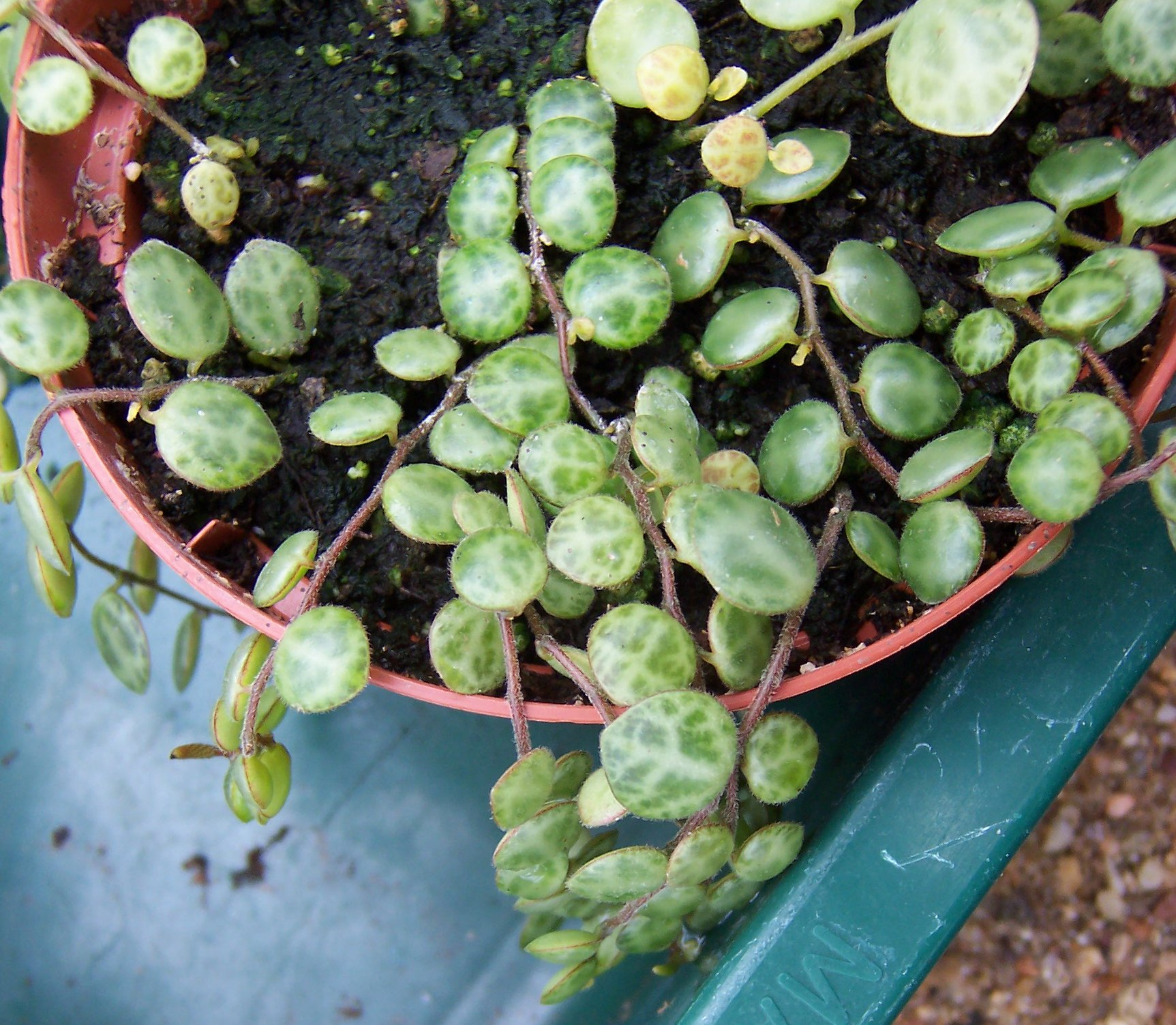
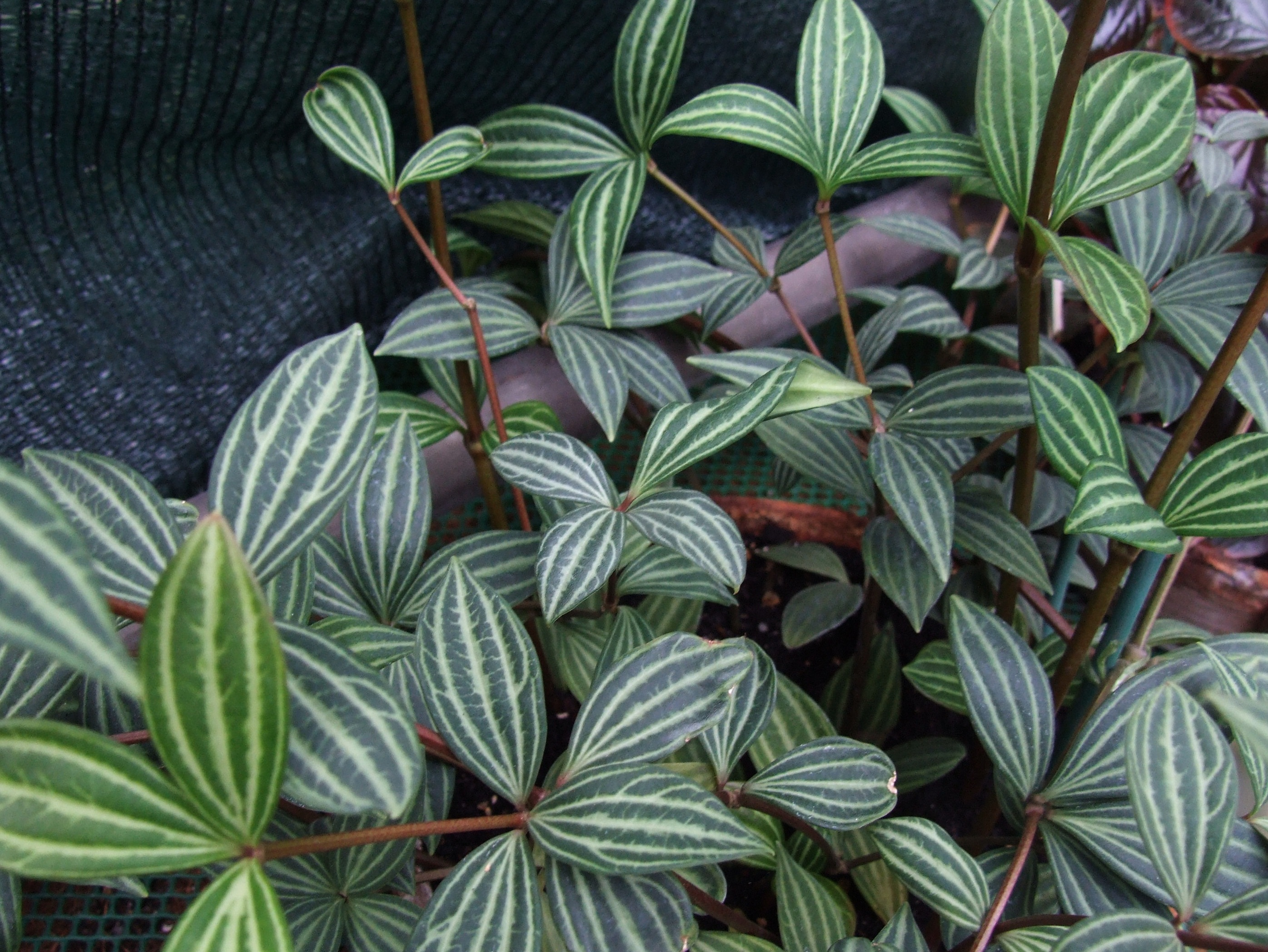
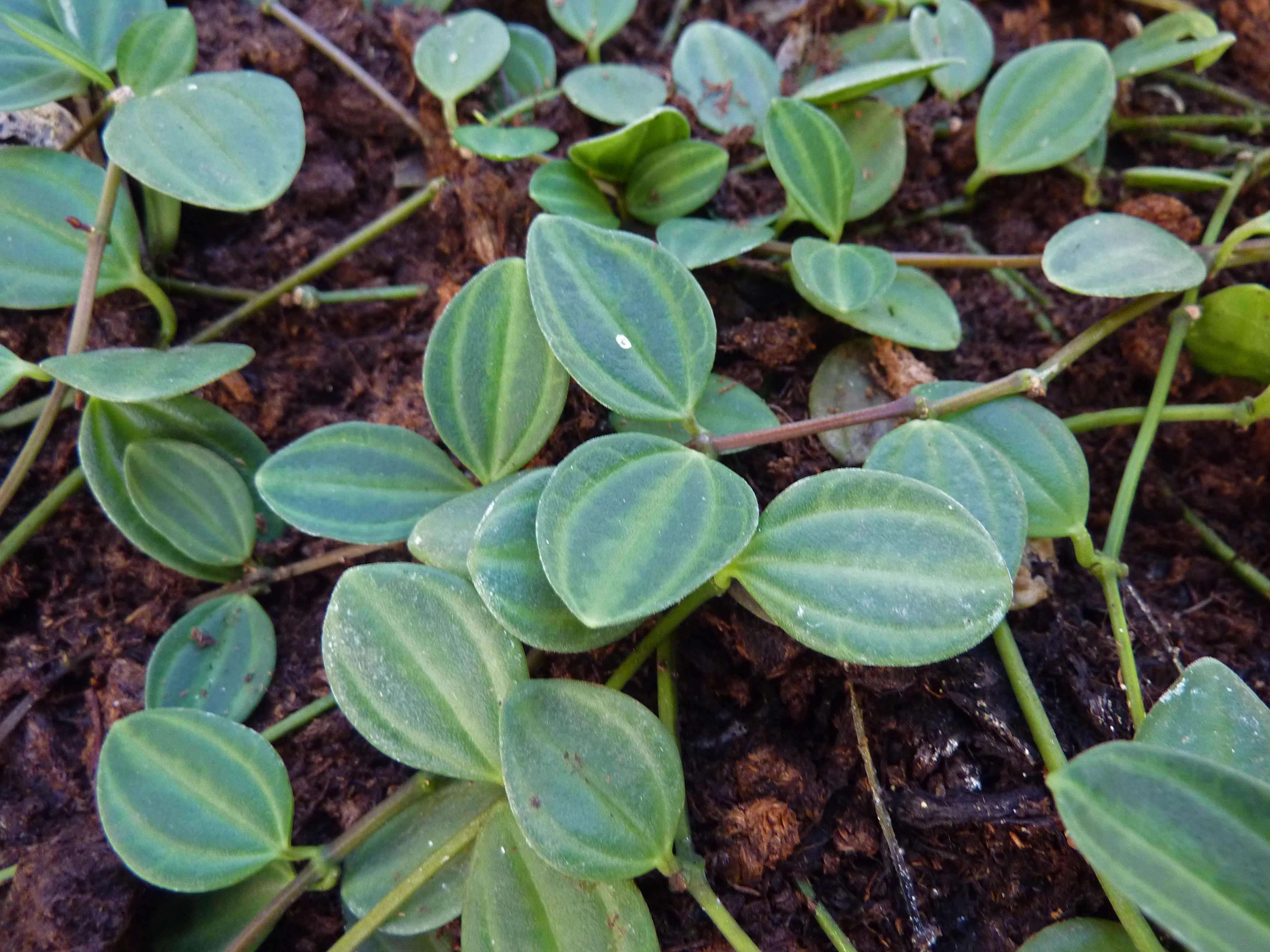
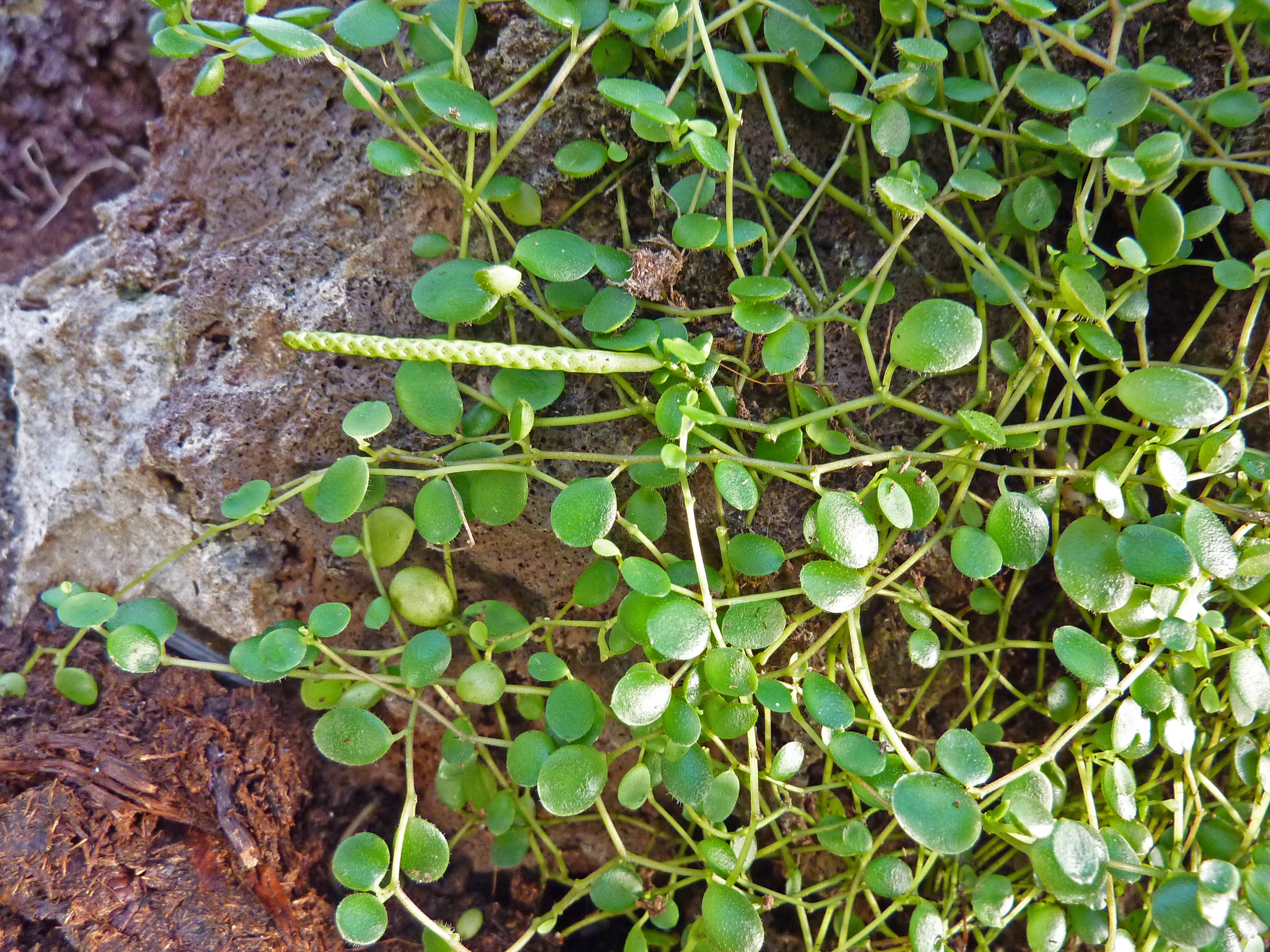
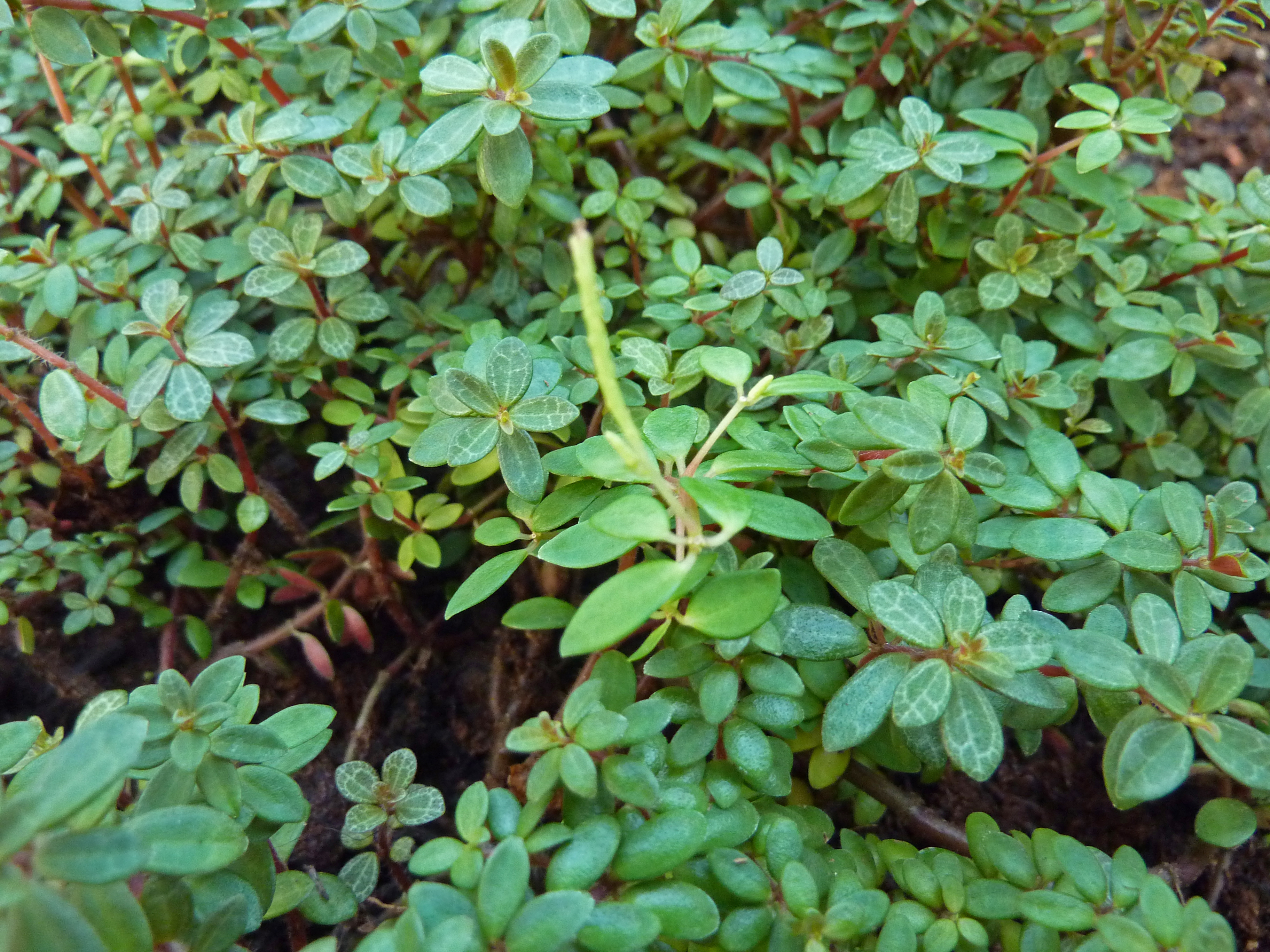
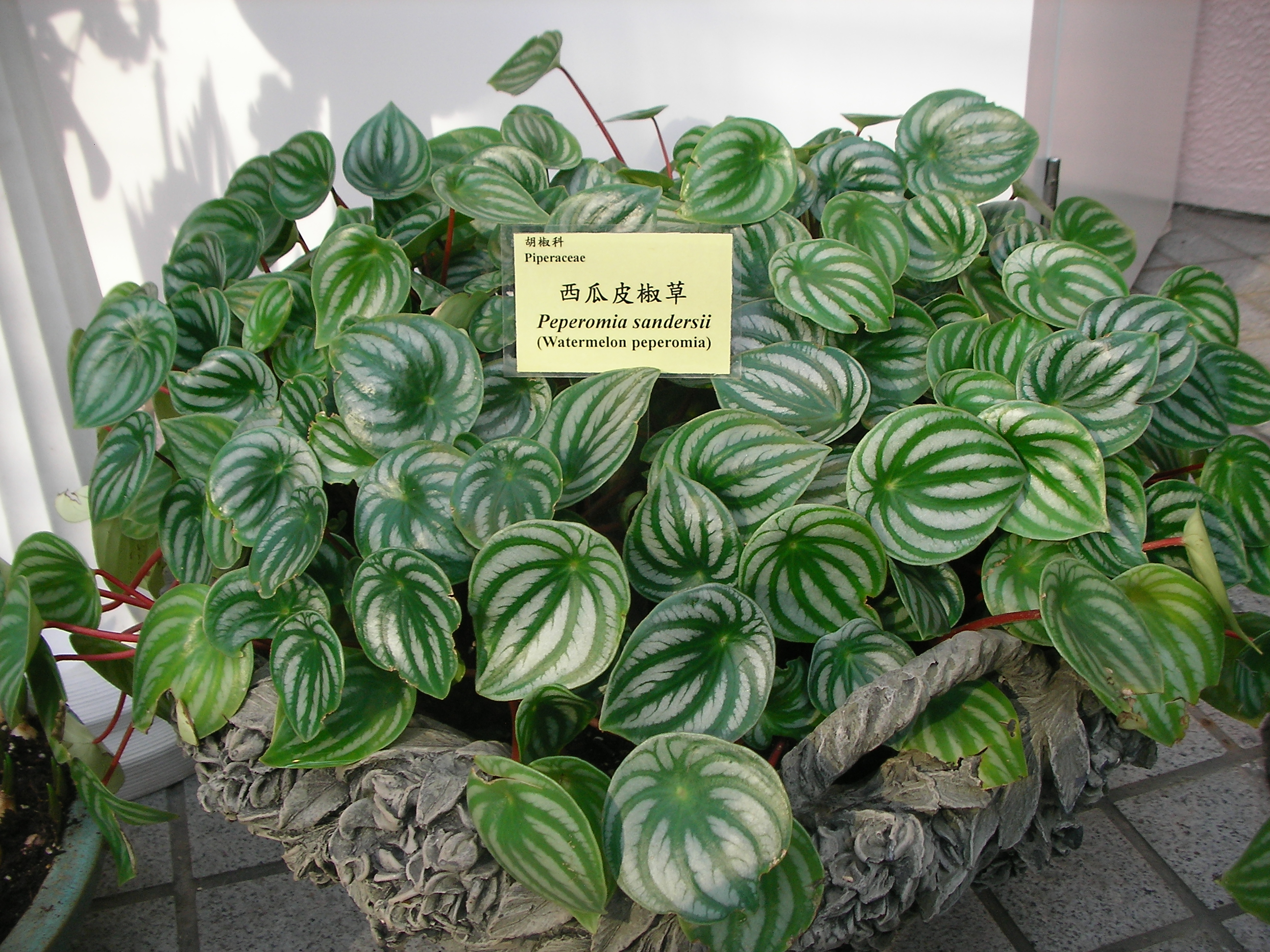
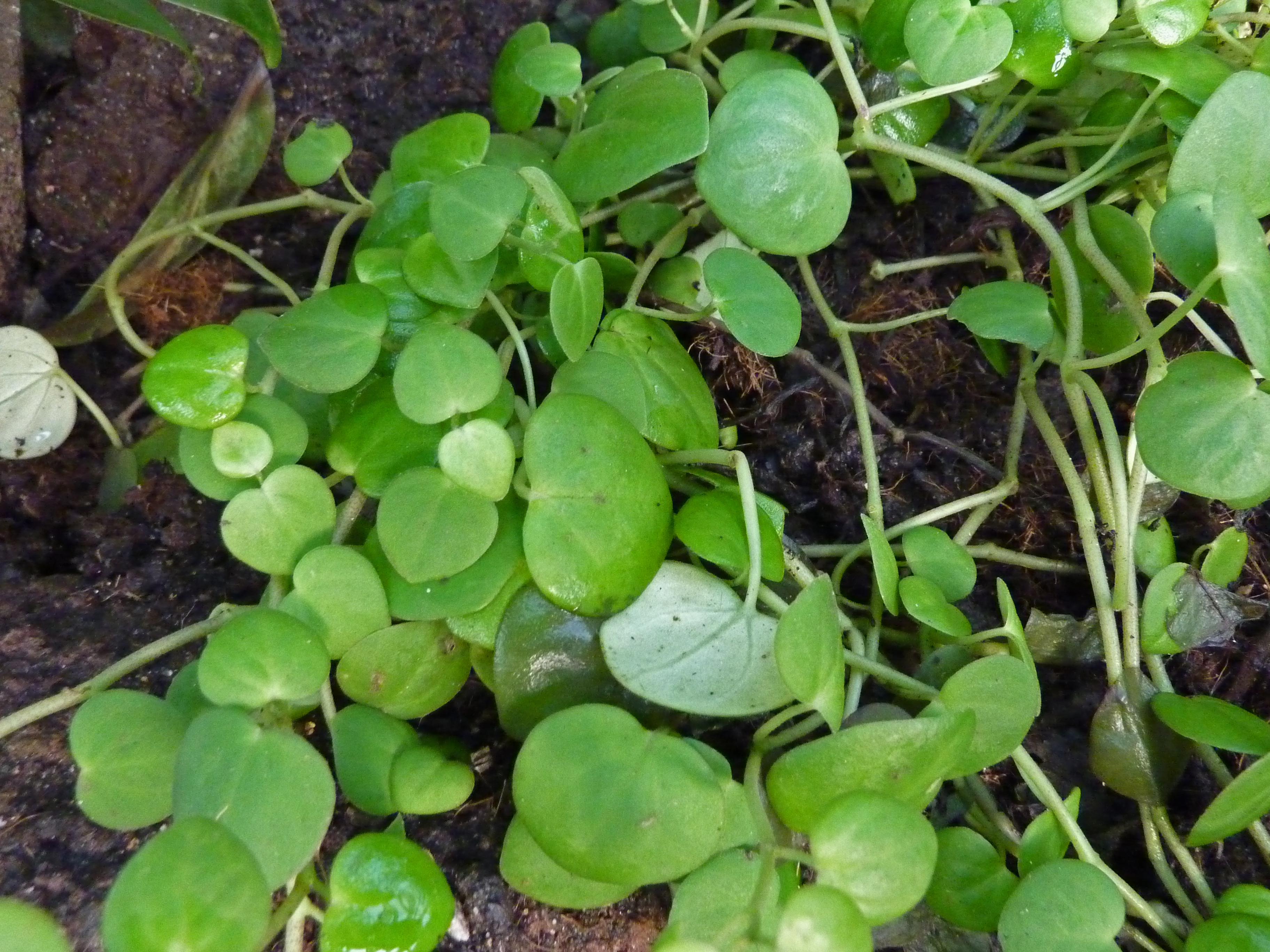
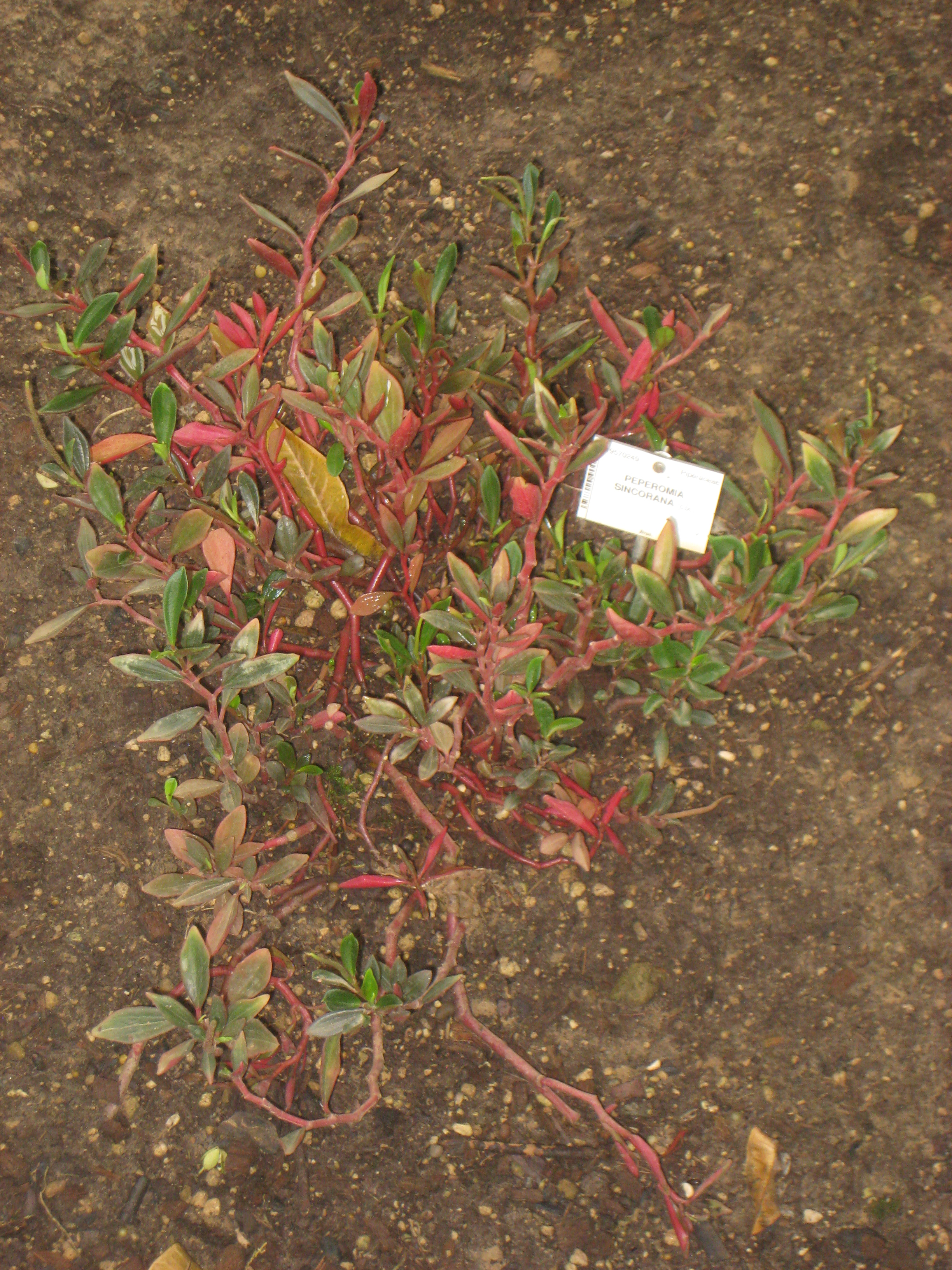
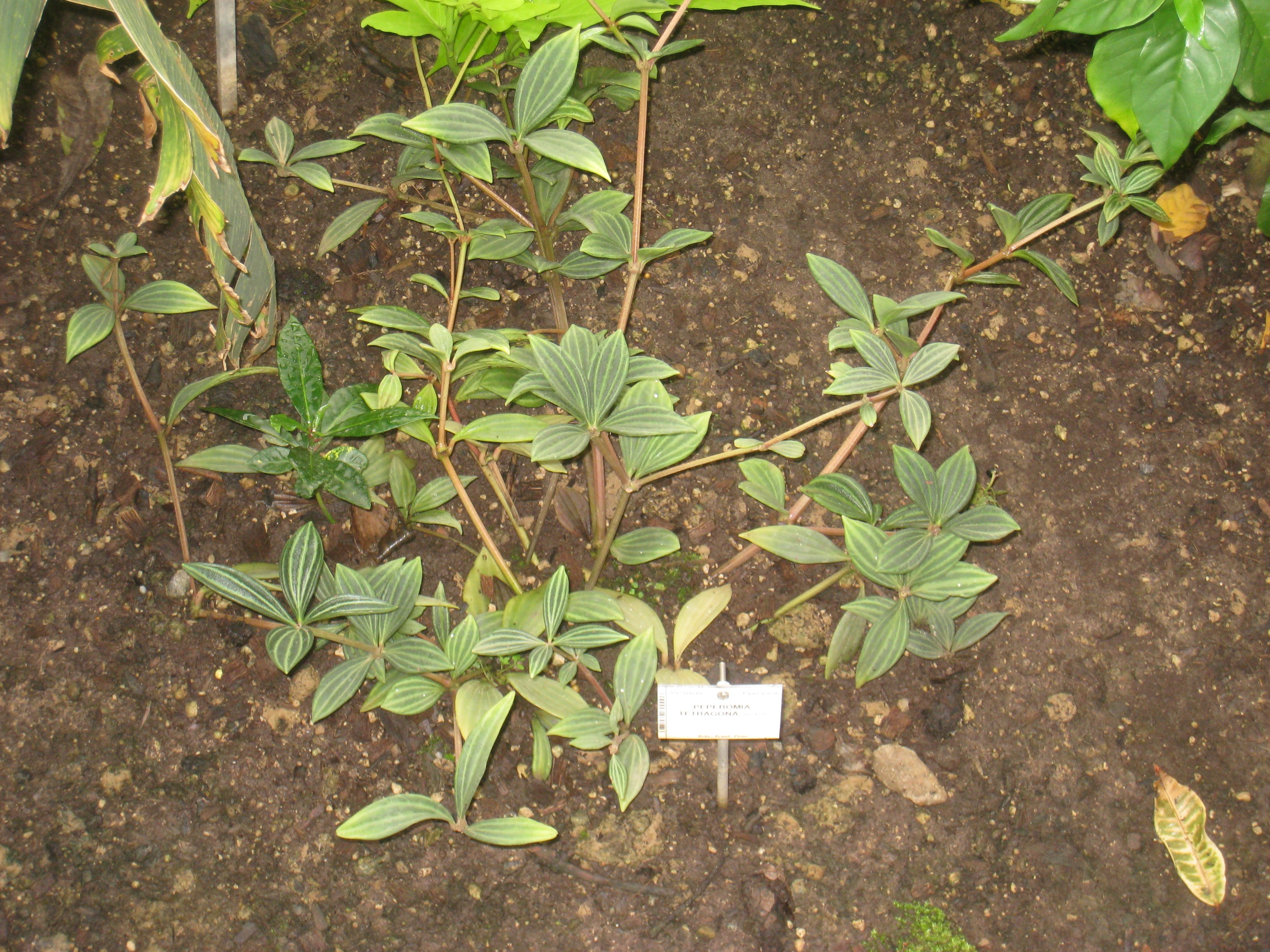
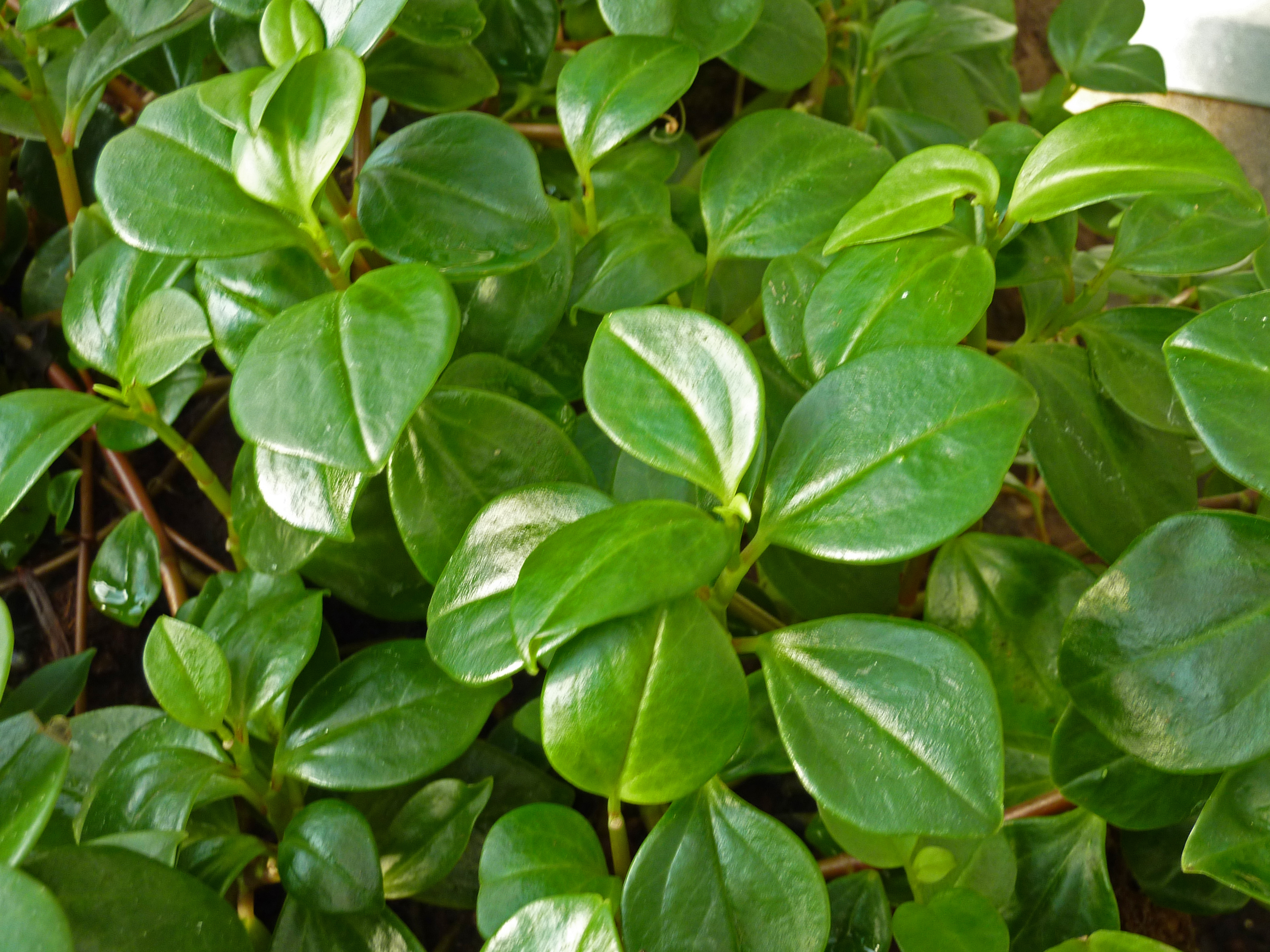
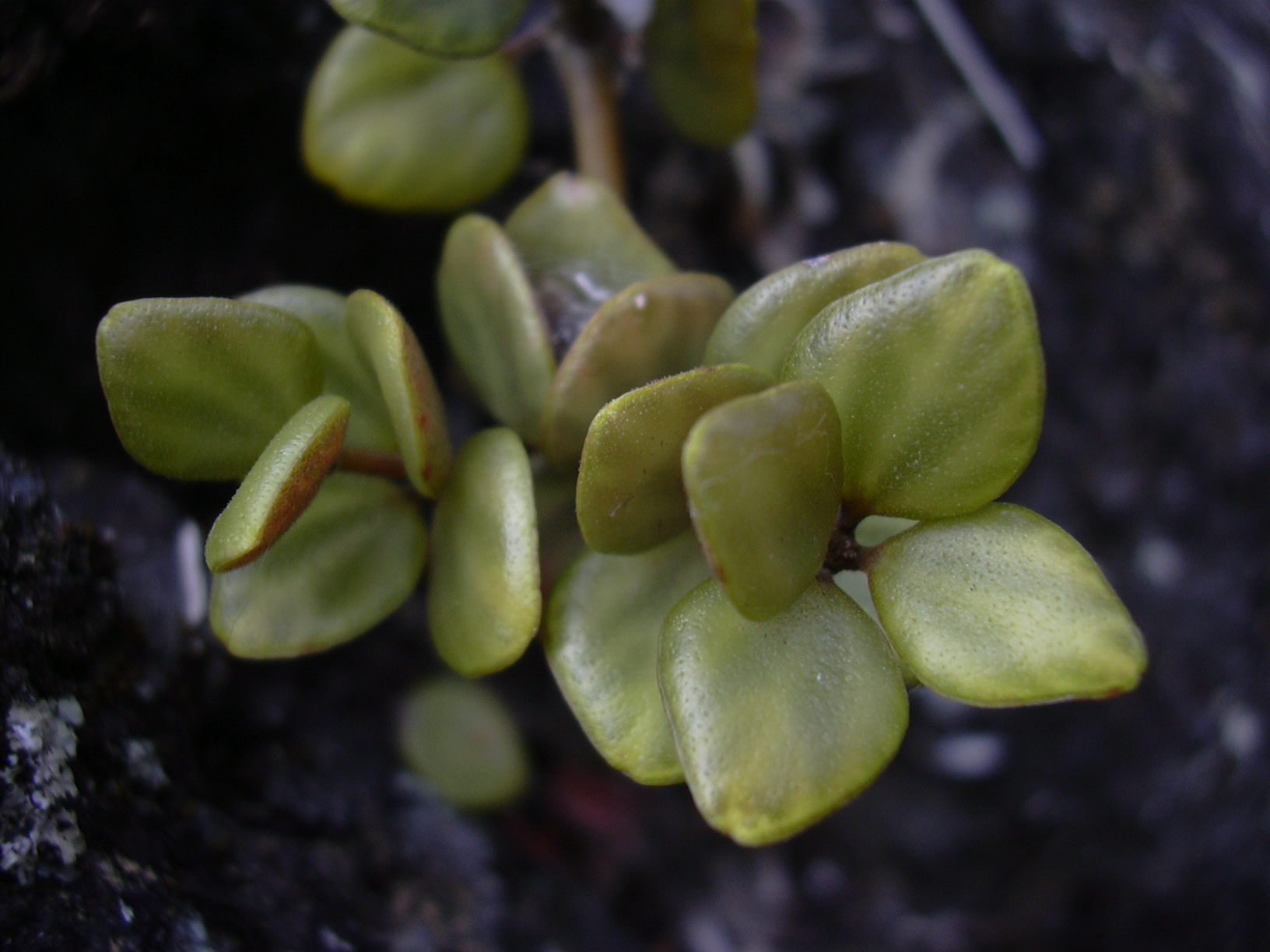
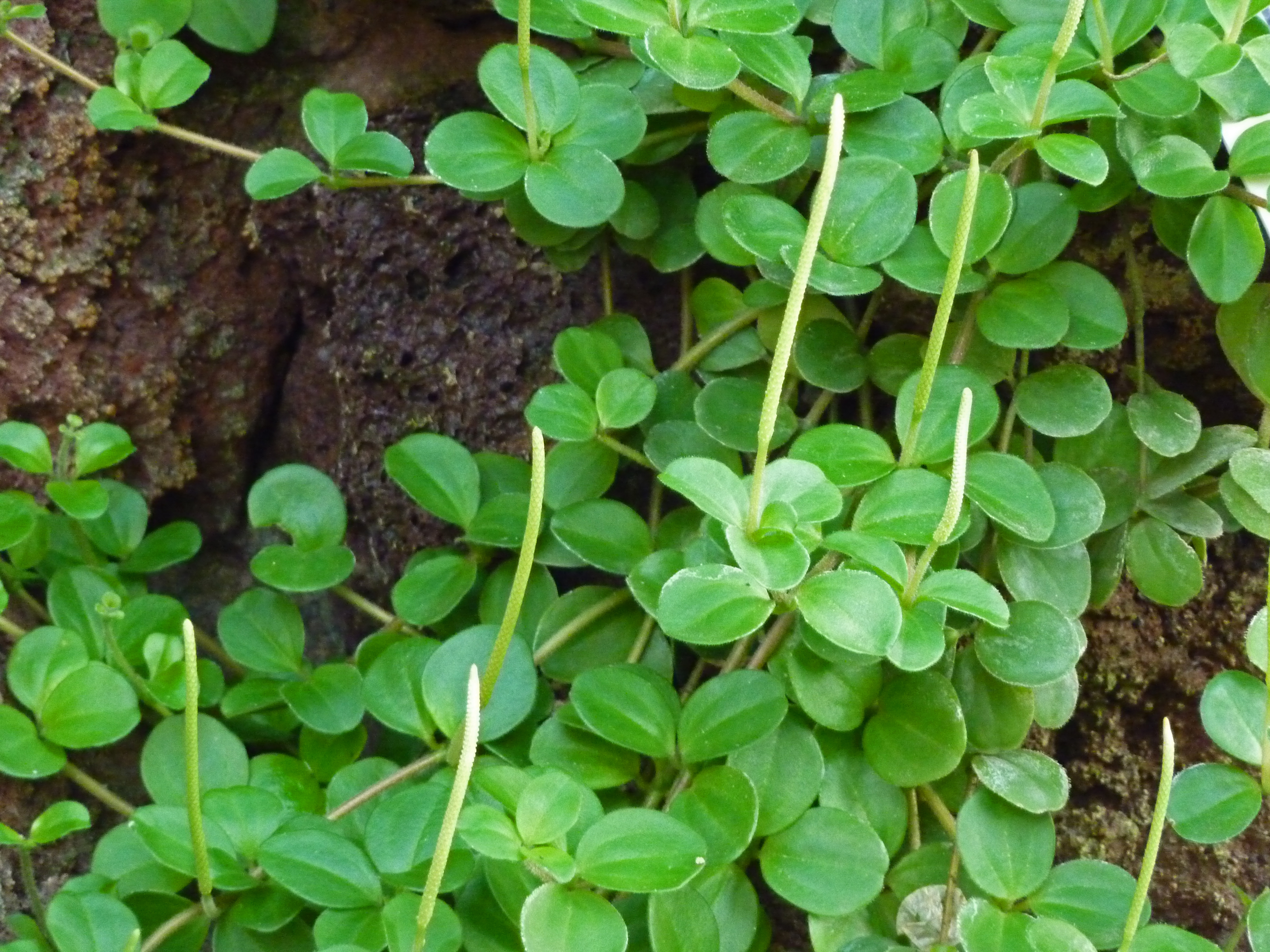
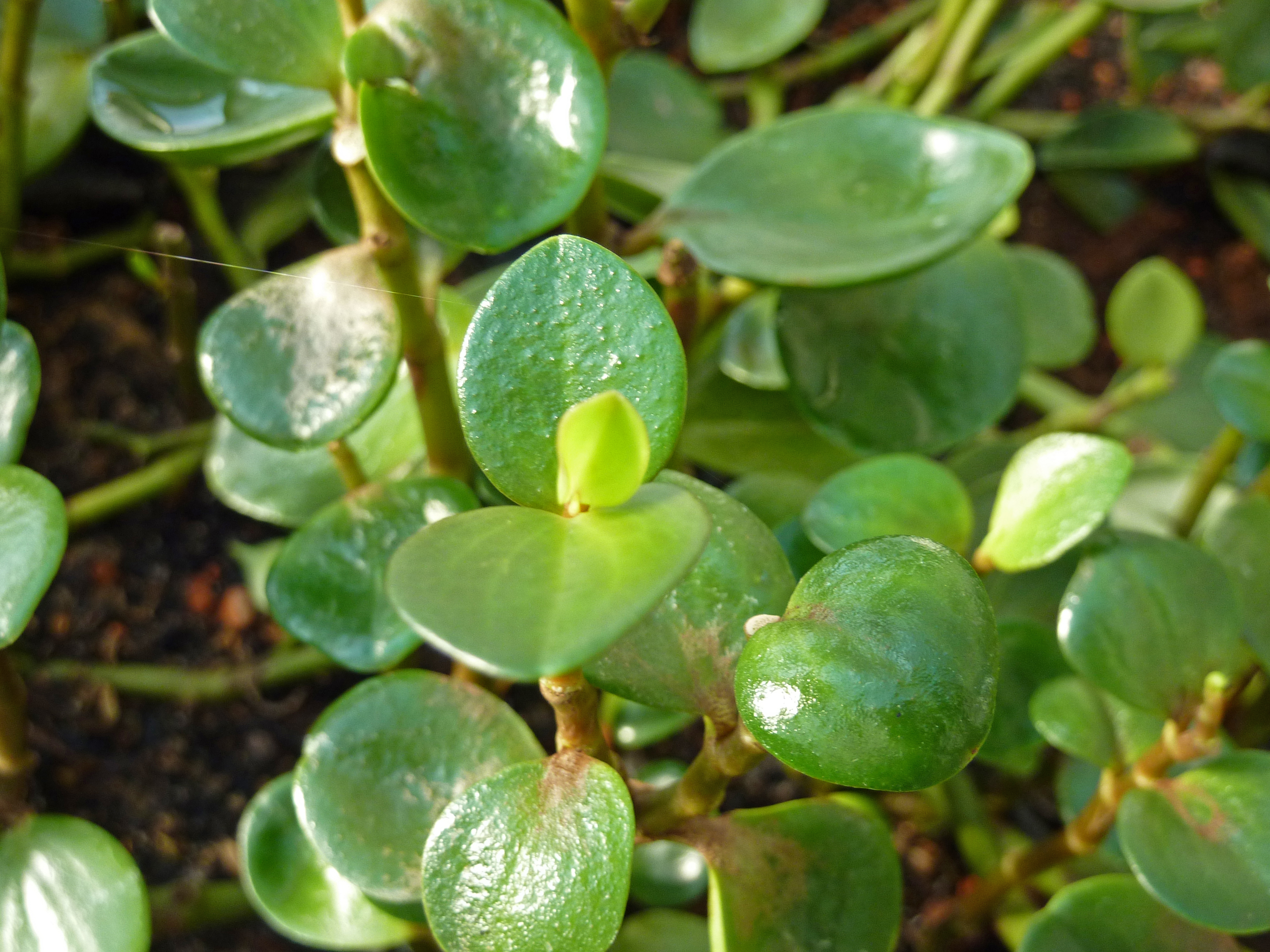
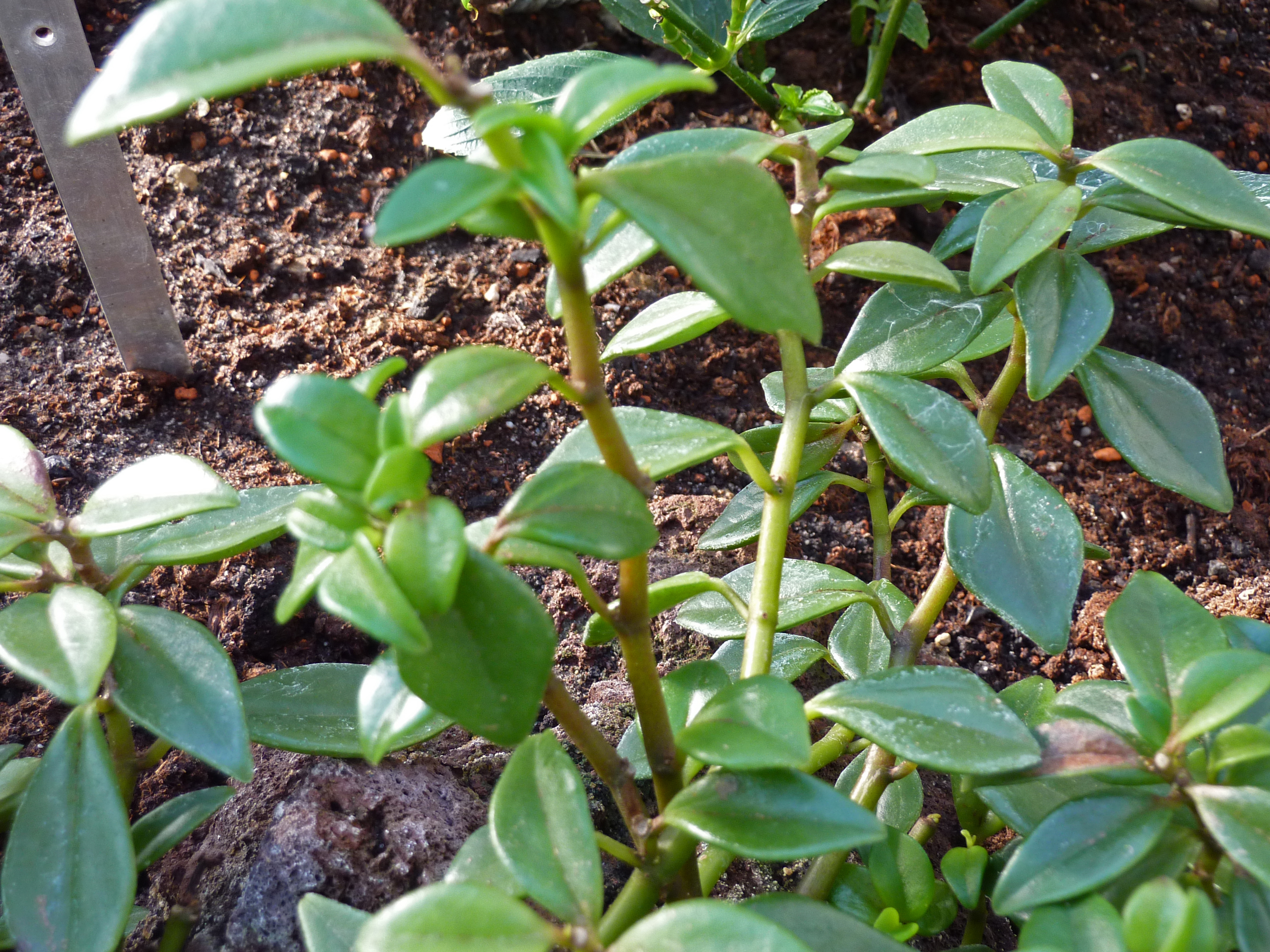
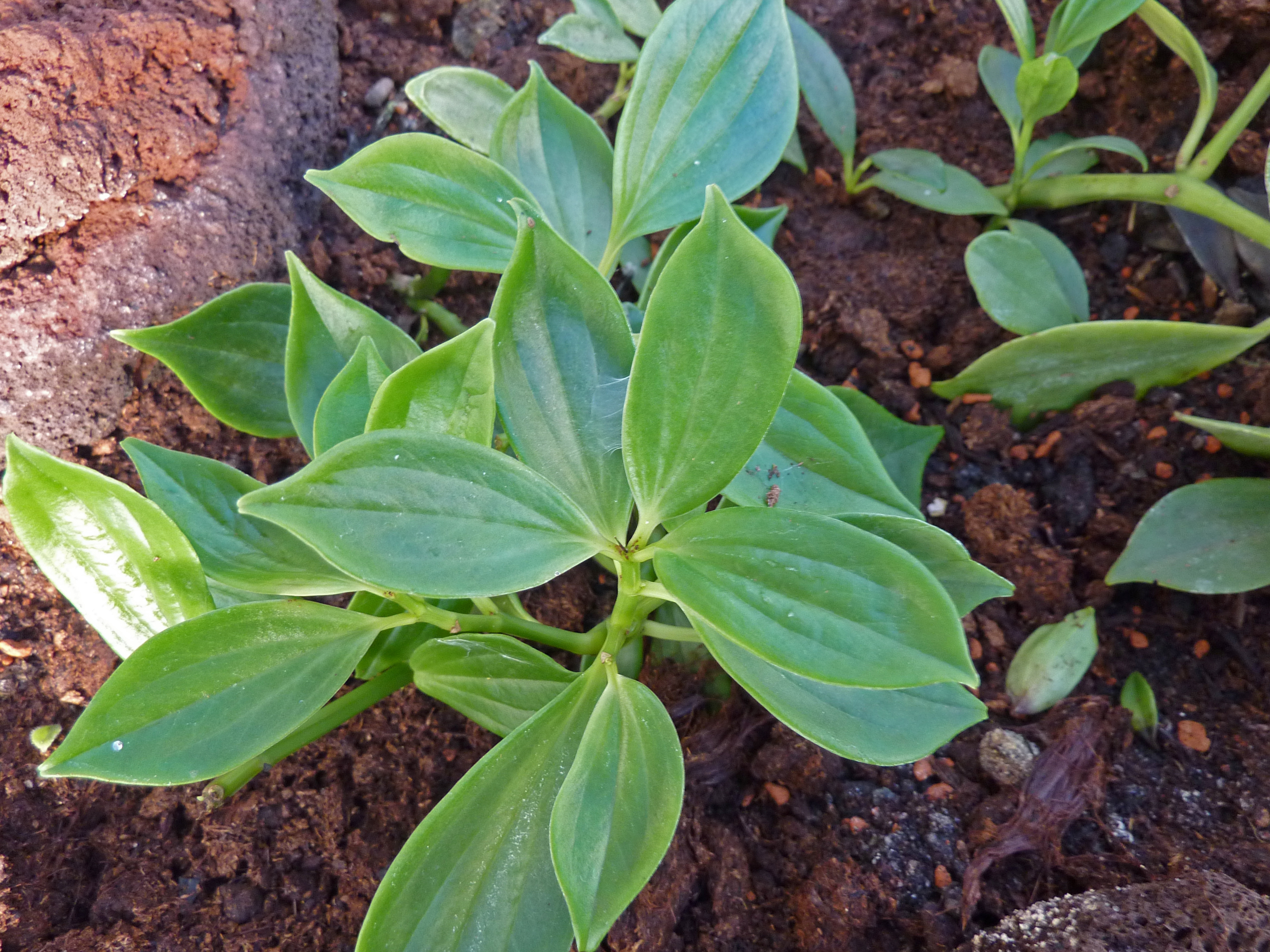